# Grundlegung zur Metaphysik der Sitten
Die Grundlegung zur Metaphysik der Sitten (kurz GMS) ist ein Werk von Immanuel Kant, das im Jahr 1785 im Verlag J. F. Hartknoch erschien. Es ist die erste grundlegende Schrift Kants zur Ethik, die er im schon recht hohen Alter von 61 Jahren veröffentlichte, nachdem er zuvor seine theoretische Philosophie mit der Kritik der reinen Vernunft formuliert hatte. In der GMS verfolgt Kant das Ziel, eine Moralphilosophie zu entwerfen, die allein auf Überlegungen der reinen Vernunft beruht und deren Prinzipien weder aus einem metaphysischen Weltbild noch aus der von zufälligen Einflüssen bestimmten Erfahrung abgeleitet sind. Die reine praktische Vernunft ist nach Kant das Vermögen, aus Gründen zu handeln, die nicht auf interessegeleiteten Motiven beruhen und ohne Bezug auf die Erfahrung erhoben werden. Aus den Grundbegriffen des guten Willens und der Pflicht entwickelt Kant die Konzepte des Kategorischen Imperativs (KI) mit seinen verschiedenen Formeln, der Achtung für das Sittengesetz und der Würde des Menschen als autonome Person. Die der Vernunft folgende Moralität beruht nicht auf einem höchsten Wert, sondern folgt einem Verfahren, die Gründe des menschlichen Handelns als gut oder richtig zu bestimmen. Im letzten Teil der GMS versucht Kant in einer komplizierten „Deduktion“ die allgemeine Gültigkeit des KI, der auf der Idee der Freiheit beruht, zu begründen.
Die Aufgabe einer Abgrenzung zu seiner theoretischen Philosophie weist Kant der Kritik der praktischen Vernunft zu. Ein entsprechendes Werk erschien drei Jahre später. Dort werden die Gedanken der GMS weiter ausgearbeitet und vertieft. Die GMS ist nur eine Grundlegung, weil sie sich auf die Bestimmung der Grundprinzipien der Moral konzentriert. Die Ausarbeitung einzelner Regeln der Moral bleibt einer Metaphysik der Sitten vorbehalten, zu der die GMS nur die Vorarbeit leistet. Inwieweit die später mit diesem Titel veröffentlichte Schrift die ihr in der GMS zugewiesene Aufgabe erfüllt, wird in der Rezeption als ungeklärt betrachtet. Die GMS war so schnell im Buchhandel vergriffen, dass bereits ein Jahr später eine zweite, leicht überarbeitete und erweiterte Auflage erschien.

## Einordnung in Kants Werk
Kant hatte schon in der vorkritischen Phase Vorlesungen über Ethik gehalten und sich verschiedentlich geäußert, künftig eine Metaphysik der Sitten schreiben zu wollen. Dabei hatte er wohl schon 1772 die Idee des guten Willens und des Kategorischen Imperativs vor Augen. Bis zu dieser Zeit hatte Kant sich eher an den britischen Moralphilosophen (Shaftesbury, Hume) und der Bedeutung des moralischen Gefühls orientiert. Diese Absicht hatte er dann zurückgestellt und sich ganz auf die Ausarbeitung der theoretischen Philosophie in der Kritik der reinen Vernunft konzentriert. Die grundlegenden Ansätze zur Begründung der kantischen Ethik finden sich entsprechend bereits im zweiten Teil der Kritik der reinen Vernunft, in der Methodenlehre (KrV B 825, siehe auch zur Architektonik der reinen Vernunft, B 860–879). Ursprünglich hatte Kant wohl nicht vorgesehen, ergänzend eine gesonderte Ausarbeitung zu den theoretischen Grundlagen der Moralphilosophie zu schreiben. Anlass, ein solches Werk dennoch zu verfassen, scheint die Kritik Christian Garves an der Kritik der reinen Vernunft gewesen zu sein und dessen Veröffentlichung einer Übersetzung und Kommentierung von Ciceros De officiis. Garves Werk wird in der GMS nicht erwähnt, Kant-Forscher sehen aber deutliche Spuren einer kritischen Auseinandersetzung mit dessen Arbeit in der GMS. Während Garve mit Cicero die moralischen Pflichten aus der menschlichen Natur, ihren Begierden und den Kardinaltugenden begründete, war Kant der Auffassung, dass Moral alleine aus der Selbstgesetzgebung der praktischen Vernunft entsteht. Pflicht muss demnach ein von den Begierden gereinigter Vernunftbegriff sein.
In der Grundlegung zur Metaphysik der Sitten wird der Sache nach Vieles behandelt und eingeführt, was sich später in der Kritik der praktischen Vernunft teils expliziter ausgearbeitet findet. Die Grundlegung ist darum sowohl als Hinführung zu letzterer geeignet als zum genaueren Verständnis der zweiten Kritik unverzichtbar. Mit der praktischen Ethik in ihrer Anwendung und ihren Grundsätzen setzt Kant sich ausführlicher in der Metaphysik der Sitten, einem Alterswerk aus dem Jahr 1797, auseinander. Hier erst antwortet Kant auf seine grundlegende Frage „Was soll ich tun?“ Die Grundlegung klärt nur die Frage nach einem allgemeingültigen Moralprinzip. Eine gesonderte Sittenlehre mit empirischem Gehalt, die in der GMS angesprochene praktische Anthropologie (388), hat Kant nicht verfasst. Die Anthropologie in pragmatischer Hinsicht aus dem Jahr 1798 schildert lediglich praktische Gebräuche und Sitten als Wissensbestand einer „Weltweisheitslehre“. Pragmatisch meint bei Kant im Gegensatz zu praktisch das, „was zur Wohlfahrt beiträgt“. Zum Verständnis der Grundlegung sind Kants zeitgleich gehaltene Vorlesungen über Ethik oft hilfreich (vgl. Bd. 27 der Akademieausgabe). Ergänzende Ausführungen zur Ethik finden sich in Die Religion innerhalb der Grenzen der bloßen Vernunft von 1793, die sich u. a. mit der Frage des Bösen auseinandersetzt und auch Aussagen zur praktischen Anthropologie enthält.

## Gliederung
Das mit gut 100 Seiten relativ kurze Werk gliedert sich in die folgenden Abschnitte:
Vorrede
1. Abschnitt: Übergang von der gemeinen sittlichen Vernunfterkenntnis zur philosophischen
2. Abschnitt: Übergang von der populären sittlichen Weltweisheit zur Metaphysik der Sitten
3. Abschnitt: Übergang von der Metaphysik der Sitten zur Kritik der reinen praktischen Vernunft

Nach einleitenden Bemerkungen zur Einordnung der GMS und zu seiner Methode setzt Kant im 1. Abschnitt bei der „gemeinen sittlichen Vernunfterkenntnis“ an. Diese will er mit einem „Schritt ins Feld der praktischen Philosophie“ (405) von dem befreien, was nicht zur reinen Vernunfterkenntnis zählt. Hierzu gehören Volksweisheiten ebenso wie psychologische oder religiöse Momente. Als Methode verweist er auf das kritische Befragen seines Stoffs, „wie Sokrates es tat“ (404; Mäeutik).
Kant geht es nicht darum, eine neue Moral zu finden, sondern um die Selbstaufklärung des in der menschlichen Praxis breit verankerten moralischen Bewusstseins. Nach der Analyse der Begriffe des guten Willens an sich und der Pflicht gegenüber sich selbst steht am Ende von GMS I die erste Formulierung des Kategorischen Imperativs (KI). Im zweiten Abschnitt analysiert Kant den KI als das oberste Prinzip der Moral. Das hierbei gezeichnete Bild ergibt dann die Grundlage für die „Metaphysik der Sitten“. Kant erläutert zunächst seine Überlegungen durch verschiedene Formulierungen des KI und einige prägnante, aber auch viel diskutierte Beispiele, bis er am Ende des Abschnitts zum Begriff der Würde des Menschen kommt. Erst danach fragt Kant im dritten Abschnitt, warum der Mensch autonom ist, warum die zuvor analytisch aufgeklärte Moralphilosophie auf dem Grundgedanken der Freiheit beruht und warum das so beschriebene Sittengesetz allgemeine Gültigkeit hat. Die Frage der Geltung vollzieht Kant als „Kritik der reinen praktischen Vernunft“.

## Inhalt

### Vorrede
In der Vorrede beschreibt Kant den Charakter und die Methode seiner Schrift. Hierzu erfolgt zunächst eine Einordnung in das System der Philosophie, die sich klassisch nach der Stoa in die Logik, die Physik (Naturlehre) und die Ethik (Sittenlehre) unterteilt. Kant stellt sich zum Zweck der weiteren Analyse gegen die seinerzeit vorherrschende Gliederung nach Christian Wolff in Theologie, Psychologie und Physik. Logik ist ausschließlich nicht empirisch, d. h., es gibt keine Urteile aufgrund von Erfahrungen. Naturlehre und Sittenlehre können sowohl empirisch als auch rein rational sein. Soweit sie rein rational sind, d. h. nur auf dem Ergebnis von Verstandesleistungen ohne den Einfluss von empirischen Anschauungen beruhen, handelt es sich um Metaphysik. Metaphysik der Sitten behandelt also die Moral, sofern sie rein rational (a priori) und nicht empirisch untersucht wird. (410) Die Sittenlehre soll dabei nach Kant frei von Spekulationen sein und auf objektiven Prinzipien beruhen. Dies ergibt sich bereits aus den Begriffen der Pflicht und des Gesetzes (388). Normative Tatsachen sind objektiv. Nur so können die Gesetze der Moral Allgemeingültigkeit und rationale Notwendigkeit beanspruchen. Würden sie sich auf empirische Erfahrungen stützen, etwa der Psychologie, würden die moralischen Regeln zufälligen Einflüssen unterliegen; sie wären kontingent und abhängig von der menschlichen Natur und Praxis. Moralische Regeln sind frei von Interessen (Neigungen). Kant unterstellt somit, dass man moralische Aussagen als richtig oder falsch beurteilen kann (Realismus). Diese von Kant vertretene Auffassung ist in der Moralphilosophie umstritten (Nonkognitivismus). Die minimale anthropologische Annahme Kants ist, dass der Mensch sowohl ein Sinnenwesen als auch ein Vernunftwesen ist, das über seine Erkenntnisse reflektieren kann und über das Vermögen verfügt, unabhängig von seinen subjektiven Interessen zu handeln.
Die GMS dient somit neben der „Aufsuchung“ des obersten Moralprinzips der Klärung der Frage nach den Bedingungen der Möglichkeit von Sollensaussagen und ist insofern eine metaethische Schrift. Kant geht es aber nicht nur darum, „die Quelle der a priori in unserer Vernunft liegenden Grundsätze zu erforschen, sondern, weil die Sitten selbst allerlei Verderbnis unterworfen bleiben, solange jener Leitfaden und oberste Doktrin ihrer richtigen Beurteilung fehlt“, betrachtet er es als Aufgabe der Philosophie, diesen Leitfaden zu liefern. Eine grundlegende Prämisse seiner Ethik ist für Kant, dass der Mensch im aufgeklärten Sinn autonom ist. Deshalb spricht Kant auch von den moralischen Gesetzen als Gesetzen der Freiheit im Unterschied zu den Gesetzen der Natur, die angeben, was geschieht (deskriptiv), während die Gesetze der Freiheit bestimmen, was geschehen soll (präskriptiv) (387). Moralische Normen haben für Kant Gesetzescharakter, wenn sie notwendig und allgemein gelten. Die Notwendigkeit ergibt sich aus der Vernunft. Was gegen die Vernunft verstößt, kann kein moralisches Gesetz sein. Die Allgemeinheit besagt, dass jedes vernünftige Wesen bei der Beurteilung einer Handlung und der ihr zugrunde liegenden Handlungsregel ausnahmslos (424) zu einer gleichen Lösung kommen würde.
Am Ende der Vorrede sagt Kant über seine Methode, „daß sie die schicklichste sei, wenn man vom gemeinen Erkenntnisse zur Bestimmung des obersten Prinzips derselben analytisch und wieder zurück von der Prüfung dieses Prinzips und der Quellen desselben zur gemeinen Erkenntnis, darin sein Gebrauch angetroffen wird, synthetisch den Weg nehmen will.“ (392) Die Gegenüberstellung von analytisch und synthetisch bezieht sich nicht auf die Unterscheidung von analytischer und synthetischer Methode, die Kant in den Prolegomena (AA IV, 276) vornimmt. Kant meint vielmehr in der GMS eine Begriffsanalyse in den Teilen GMS I + II und eine Begriffsherleitung (Deduktion) in GMS III. Kant spricht (393) auch von der „Aufsuchung“ des KI (=GMS I/II) und dessen „Festsetzung“ (= GMS III).

### Übergang von der gemeinen sittlichen Vernunfterkenntnis zur philosophischen

#### Der Begriff des an sich guten Willens
Kant beginnt die Auseinandersetzung mit der gemeinen sittlichen Erkenntnis, indem er einen abstrakten, rein theoretischen Maßstab für den Begriff des Guten setzt. Dieser theoretische Maßstab, der zunächst keine materielle Aussage macht, lautet:
„Es ist nichts in der Welt, ja überhaupt auch außerhalb derselben zu denken möglich, was ohne Einschränkung für gut gehalten werden könnte, als allein ein guter Wille.“ (393)
Hinter diesem Satz steht die Einsicht Kants, dass es nicht möglich ist, den Begriff des Guten inhaltlich eindeutig zu füllen; sei es, dass mit „gut“ Gegenstände (Dinge, Sachverhalte, Ideen), Eigenschaften oder Handlungen bezeichnet werden. Je nach Kontext kann ein materialer Begriffsinhalt unterschiedlich als gut oder böse, gut oder schlecht bzw. schädlich und richtig oder falsch bewertet werden. Durch den Maßstab des guten Willens grenzt Kant sich deutlich von anderen Moralsystemen (etwa der Tugendethik, dem Konsequenzialismus oder einer naturalistischen Ethik) ab. Mit dem Einleitungssatz provoziert Kant den Leser seiner Zeit. Denn als Definition für ein Höchstes Gut wäre die Glückseligkeit oder Gott zu erwarten gewesen. Er nennt eine Vielzahl von Beispielen aus unterschiedlichen Kategorien, um seine These zu belegen. Da sind zum einen die instrumentellen Werte wie geistige Talente (Verstand, Witz, Urteilskraft), Charaktereigenschaften (Mut, Entschlossenheit, Beharrlichkeit, Mäßigung, Selbstbeherrschung, nüchterne Überlegung) oder Glücksgaben (Macht, Reichtum, Ehre, Gesundheit). Ob einer dieser Werte gut ist, hängt davon ab, mit welchem Willen er verknüpft ist. Zum anderen ist es der Zustand der Glückseligkeit, des summum bonum der Tradition, der sich in intrinsischen Gütern des Wohlbefindens und der Zufriedenheit ausdrückt. Die Förderung der eigenen Glückseligkeit ist ein natürlicher Zweck, nach dem der Mensch aufgrund seiner Antriebe als oberstem Zweck unablässig strebt. Aber sie ist inhaltlich wandelbar und stets unbestimmt und deshalb als Maßstab des Guten nicht hinreichend. Auch hier bedarf es des guten Willens, damit man sie gut nennen kann; denn mit der Glückseligkeit können auch Hochmut, Egoismus oder Ignoranz verbunden sein. Ähnliche Einsichten findet man etwa schon bei Seneca, dessen Schriften Kant gut kannte. Ausführliche Analysen des Begriffs des Guten, die zu ähnlichen Ergebnissen wie Kant kommen, lieferten in der analytischen Philosophie des 20. Jahrhunderts etwa George Edward Moore, Georg Henrik von Wright oder John Leslie Mackie.
Kant gibt hier ein, allerdings nicht hinreichendes Kriterium an, um zu prüfen, ob etwas uneingeschränkt gut ist, das sich in ähnlicher Form bereits bei Adam Smith findet. Es ist die Frage, was ein vernünftiger, unparteiischer Zuschauer (Gott?) jeweils dazu sagen würde. (393) Als der Glückseligkeit würdig erweist sich nur jemand, der auch einen guten Willen hat. Kognitive Fähigkeiten und Tugenden sind auch für einen Verbrecher nützlich, Zufriedenheit kann zu Nachlässigkeit führen. Alle diese Dinge haben nicht von Natur aus einen guten Wert. Natur- und Glücksgaben sind „in vielerlei Absicht gut“ (394), aber eben nicht ohne Einschränkung. Kritisch verweist Kant darauf, „daß je mehr sich eine kultivierte Vernunft mit der Absicht auf den Genuß des Lebens und der Glückseligkeit abgibt, desto weiter der Mensch von der wahren Zufriedenheit abkomme“ (395), was bis hin zur Misologie (Hass der Vernunft) reichen kann. Glück kann man nicht erzwingen, was selbst für die Wissenschaft gilt, wenn sie nach einem geistigen Glückszustand strebt. Mit der Zurückweisung der Eudämonie, dem seit der Antike vorherrschenden Moralprinzip, agiert Kant in der Ethik ähnlich revolutionär wie in der theoretischen Philosophie. Allerdings richtet sich das auf materielle Konzepte und weniger auf Vorstellungen, die die Eudämonie mit der Tugend der Tüchtigkeit (areté) bzw. Ehrenhaftigkeit (honestas) verbinden. Und eine Pflichtethik hat in der Antike bereits die Stoa vertreten, an die Kant offensichtlich anknüpft.
Nachdem Kant gezeigt hat, dass die traditionellen, auch in der Geschichte der Philosophie vertretenen Werte nur relativ oder bedingt gut sind, untersucht er, auf welche Weise man feststellen kann, ob etwas gut ist. Fühlen und Wollen, Triebe und Neigungen, die Befriedigung von Bedürfnissen haben eine eindeutige Bedeutsamkeit in Hinblick auf die Glückseligkeit. Hier ist die Vernunft dem „Genuss des Lebens“ eher abträglich (395) Die Funktion der praktischen Vernunft, mit der der Mensch von Natur aus ausgestattet ist, ist eine andere. Ihre Aufgabe ist es nach Kant, einen guten Willen hervorzubringen. (396) Deshalb muss der Mensch bei der Suche „was ohne Einschränkung für gut gehalten werden könnte“, was also absolut gut ist, von seinen Neigungen abstrahieren – auch wenn das in der Praxis schwerfällt – und so tun, als ob nur die reine praktische Vernunft alleine für das moralische Urteil eingesetzt werden könnte. Dieses Argument Kants, dass es Zweck der menschlichen Natur sei, den guten Willen durch die praktische Vernunft zu bestimmen (teleologisches Argument), ist umstritten.
Der Begriff des Willens bei Kant ist nicht mit einem Wunsch zu verwechseln. Zum Willen gehört „die Aufbietung aller Mittel, soweit sie in unserer Gewalt sind“. (394) Wer trotz Einsicht nicht vorhat, die zugehörige Handlung zu realisieren, der hat noch keinen guten Willen. Zum guten Willen gehört, dass er ein tatsächliches und nicht nur ein mögliches Motiv ist. Ob eine Handlung moralisch gut ist, hängt für Kant darüber hinaus nicht von den tatsächlichen Konsequenzen ab. Es kann sein, dass Menschen mit eingeschränkten geistigen oder körperlichen Fähigkeiten eine erstrebenswerte Konsequenz nicht erreichen oder ihr Handeln falsch einschätzen. Allein aufgrund dessen kann man ihnen kein moralisches Fehlverhalten vorwerfen. Es kann allgemein sein, dass das Ziel einer Handlung trotz Sorgfalt und großen Bemühens nicht erreicht wird. Doch dadurch wird eine Handlung nicht moralisch schlecht. Wenn andererseits jemand eine Handlung ohne guten Willen ausführt und dabei eine erstrebenswerte Konsequenz erzielt, so haben die Beteiligten Glück gehabt, aber die Handlung als solche kann nicht als moralisch gut bewertet werden. (394) Nicht gültig allerdings ist der in diesem Zusammenhang gezogene Schluss, dass es Kant nicht darauf ankomme, welche Konsequenzen eine Handlung habe. Wer einen guten Willen hat, hat sich auch notwendig um die Konsequenzen seiner Handlung gekümmert. Hier gibt es zwischen Kant und beispielsweise einem intentionalistischen Regelutilitarismus keine Differenz. Für Kant ist der Blick auf die Konsequenzen notwendig, aber nicht hinreichend.

#### Handeln aus Pflicht
Der Begriff der Pflicht hilft, den Begriff des guten Willens weiter „aufzuklären“. Eine Pflicht kann nur da entstehen, wo eine Differenz zwischen einem Ist-Zustand und einem Soll-Zustand besteht. Kant sagt, dass der Begriff der Pflicht den des guten Willens enthält. (397) Dies liegt daran, dass der Mensch Begierden und Neigungen hat, die ihn nach etwas streben lassen, was nicht unbedingt dem guten Willen entspricht. Wäre der Mensch ein reines Verstandeswesen ohne sinnliche Strebungen (Kant: heilige Wesen wie Gott oder ein Engel), würde er immer vernünftig entscheiden und es gäbe keine Differenz zwischen gutem Willen und Handlung. Der Begriff der moralischen Pflicht bei Kant ist ein reiner Verstandesbegriff ohne empirische Grundlage. Neigungen als solche sind weder gut noch böse. Deshalb kann man auch das Verhalten von Tieren nicht als gut oder böse bezeichnen. Nur weil der Mensch nicht nur über Neigungen verfügt, sondern auch über Vernunft, kann er erkennen, was gut ist. Die Vernunft sagt ihm, was er unabhängig von Interessen und Neigungen tun soll, damit seine Handlungen als gut bewertet werden können. Dieses Gesollte zu tun, ist allein aus Vernunftgründen seine Pflicht, auch wenn ihm das aufgrund seiner Neigungen manchmal schwerfällt. Die moralischen Pflichten sind keine äußeren Pflichten, wie etwa die aus kodifizierten Gesetzen, sondern innere Pflichten gegen sich selbst, die auf der rationalen Einsicht in das beruhen, was der gute Wille dem Handelnden vorschreibt. Was Pflicht ist, wird durch die Vernunft selbstbestimmt (autonom) festgelegt. Die Pflicht ist nicht fremdbestimmt (heteronom), also weder preußisch noch pietistisch, wie es Kant mehrfach unterstellt worden ist, sondern beruht auf einer inneren Überzeugung (nicht Gefühl) der Nötigung (Verpflichtung) Moralische Pflicht kann anders als eine äußere Pflicht nicht zur Entschuldigung für eine Handlung dienen, sondern ist gerade die Zuschreibung einer Verantwortung.
Kant unterscheidet zwischen pflichtwidrigem und pflichtgemäßem Handeln (Legalität) sowie Handeln aus Pflicht (Moralität). Man kann pflichtgemäß handeln, ohne die Einsicht in das Gute zu haben oder ohne das Gute überhaupt zu wollen. Moralisch gut handelt man nur mit einem guten Willen, wenn man das Gesollte aus Einsicht in die Pflicht auch will. Man handelt aus Pflicht, wenn man unabhängig von seinen Neigungen oder von Regeln der Klugheit seine Pflicht erfüllen will. Wenn man ehrlich ist oder anderen Hilfe leistet aus Angst vor sozialer Ächtung oder vor einer Bestrafung im Jenseits, liegt für Kant kein moralisches Motiv vor, sondern man befolgt lediglich pflichtgemäß die Gebote der Legalität.
Kant erläutert sein Konzept des Handelns aus Pflicht anhand von vier didaktischen Beispielen. Wenn ein Krämer seine Waren an alle Kunden zum gleichen Preis verkauft, macht er dies aus Klugheit, weil er weiß, dass die Kunden ihm dann vertrauen und wieder kommen. Mit diesem Motiv der Klugheit handelt er pflichtgemäß, weil er niemanden benachteiligt. Ist sein ausschlaggebendes Motiv aber, als ehrlicher Kaufmann alle Kunden gerecht behandeln und nicht übervorteilen zu wollen, handelt er moralisch mit gutem Willen und damit aus Pflicht. Dass die Kunden ihm vertrauen und wieder kommen ist dann nur ein Nebeneffekt. Im zweiten Beispiel geht es um die Pflicht, sein Leben zu erhalten. Geschieht dies aus Angst und Sorge, so ist ein entsprechendes Handeln am eigenen Nutzen orientiert und nur pflichtgemäß. Wenn man aber das Gleiche tut, obwohl einem aus Gram am Leben nichts (mehr) liegt, handelt man entgegen seinen Neigungen zum Selbstmord oder zum Eingehen übergroßer Gefahren und somit aus Pflicht. Wenn man wohltätig ist, um anderen Menschen zu helfen, handelt man aus Pflicht. Geschieht dies aber primär, weil man Freude an der Handlung hat oder aus Ehrsucht, ist das Tun nur pflichtgemäß – etwa das Betreuen von Kindern kann als Hilfe gedacht sein oder einfach nur Spaß machen oder nur wegen des guten Rufs geschehen. Das vierte Beispiel ist die Beförderung der eigenen Glückseligkeit. Dies ist zumindest eine indirekte Pflicht, weil zu viele Sorgen oder etwa eine schlechte Gesundheit einen daran hindern können, in der Folge seine Pflichten wahrzunehmen – etwa bei einem Arzt, der sich nicht vor Ansteckung schützt oder sich mit seinem Arbeitspensum überlastet.
Kant-Kritiker haben diesem vorgehalten, seine Pflichtethik sei inhuman oder protestantisch trocken, weil sie nur darin bestehe, seine Neigungen zu überwinden, und deshalb dazu zwinge, ein freudloses Leben zu führen. Berühmt ist Schillers Gedicht hierzu: „Gewissensskrupel: Gern dien ich den Freunden / doch tu ich es leider mit Neigung / und so wurmt mich oft / daß ich nicht tugendhaft bin. / Decisium: Da ist kein anderer Rat / du mußt suchen, sie zu verachten / und mit Abscheu alsdann tun / was die Pflicht dir gebeut.“ Danach würde ein notorischer Dieb, der sein Laster unterdrückt, eher moralisch handeln als jemand, dem das Stehlen vor vorn herein zuwider ist. Doch das ist nicht Kants Position. Er hat an keiner Stelle gesagt, dass ein Handeln mit Neigung schlecht oder mit der Moral unvereinbar sei. Ihm geht es in der GMS darum zu zeigen, dass moralisch gutes Handeln ausschließlich von der Vernunft bestimmt wird. Ein Handeln ist dann nicht moralisch gut, wenn die Neigungen als Motiv ausschlaggebend sind und nicht die rationale Einsicht in die Pflicht. Auch zumeist gute Neigungen wie das Mitgefühl garantieren nicht ein moralisch korrektes Handeln. Man könnte ja auch einem Verbrecher aus Mitgefühl zur Flucht verhelfen. Jedoch ist eine positive Einstellung zur Pflicht hilfreich und wünschenswert, wie Kant in seiner Tugendlehre hervorhebt. (MST AA VI, 484)
Kant hat selbst kritisch angemerkt, dass man sich seiner Motive einer Handlung niemals sicher sein kann. Möglicherweise spielen selbst bei einer auf den ersten Blick uneingeschränkt guten Handlung im Untergrund des Bewusstseins ganz andere subjektive Beweggründe eine ausschlaggebende Rolle. „In der Tat ist es schlechterdings unmöglich, durch Erfahrung einen einzigen Fall mit völliger Gewißheit auszumachen, da die Maxime einer sonst pflichtmäßigen Handlung lediglich auf moralischen Gründen und auf der Vorstellung seiner Pflicht beruht habe.“ (407) Möglicherweise ist eine Handlung, von der man meint, sie sei aus Pflicht geschehen, tatsächlich nur pflichtgemäß gewesen.

#### Achtung fürs Gesetz
Aufgrund der These, dass moralisch gutes Handeln darin besteht, das Gebot der Pflicht zu erfüllen, also das zu tun, was die Vernunft aufgrund der Einsicht in den guten Willen gebietet, stellt Kant fest, dass eine Handlung ihren Wert nicht in ihrem Zweck hat, sondern aufgrund des Prinzips des Wollens (einer Maxime, s. u.), nach dem sie geschieht. Die vernünftige Einsicht macht eine Handlung rational notwendig. Deshalb gilt:
„Pflicht ist die Notwendigkeit einer Handlung aus Achtung fürs Gesetz.“ (400)
Die Achtung fürs Gesetz ist das Motiv rationalen Handelns aus Pflicht. Die Vernunft hat für Kant eine motivierende Kraft. Diese Achtung ist zwar ein Gefühl, hat aber nichts mit den sinnlichen Neigungen und subjektiven Interessen zu tun, denn sie entsteht alleine aus vernünftigen Überlegungen. Deshalb gehört das Gefühl der Achtung „zu den apriorischen Elementen der Grundlegung der Moral wie das praktische Gesetz selbst.“ Das Sittengesetz besteht darin, das rational als gut Erkannte auch zu verwirklichen. Wenn man aus Neigungen oder Interessen handelt und dabei seiner Pflicht nicht folgt, verstößt man gegen das Sittengesetz. Man hat dann keine Achtung für das Gesetz.
„Die unmittelbare Bestimmung des Willens durchs Gesetz und das Bewusstsein derselben heißt Achtung, so daß diese als Wirkung des Gesetzes aufs Subjekt und nicht als Ursache desselben angesehen wird. […] Der Gegenstand der Achtung ist also lediglich das Gesetz, und zwar dasjenige, das wir uns selbst und doch als an sich notwendig auferlegen.“ (401 FN)
Die Achtung ist Ergebnis der Autonomie (Selbstgesetzgebung) der Vernunft des Menschen und entsteht unabhängig von Einflüssen, die er nicht durch Vernunft kontrollieren kann. Durch die Achtung wird das objektive Sittengesetz zu einem subjektiven Handlungsgrund. Achtung kann man nicht für Neigungen haben, wohl aber für das Gesetz als Grund vernünftigen Handelns. Von der Achtung fürs Gesetz (Moral: intrinsisch) ist die Achtung vor dem Gesetz (Recht: extrinsisch) zu unterscheiden. Achtung vor dem Gesetz zu haben, bedeutet nicht notwendig aus Pflicht zu handeln. Günther Patzig hält die Annahme einer Achtung fürs Gesetz unabhängig von empirischen Erfahrungen für problematisch. Er sieht in ihr zudem einen Grund für den Rigorismus Kants. Würde man hingegen die Achtung als empirisches Gefühl akzeptieren, wäre leichter zu erklären, dass dieses Gefühl anderen Neigungen in der menschlichen Praxis unterlegen ist.

#### Maximen
Der Begriff der Maxime taucht in der GMS erstmals in Verbindung mit dem Wert einer Handlung auf, der sich nicht nach dem Zweck einer Handlung, sondern nach der Maxime richtet, unter der die Handlung ausgeführt wird (399). Kants Definition einer Maxime lautet:
„Maxime ist das subjektive Prinzip des Wollens; das objektive Prinzip (d.i. dasjenige, was alle vernünftigen Wesen auch subjektiv zum praktischen Prinzip dienen würde, wenn Vernunft volle Gewalt über das Begehrungsvermögen hätte) ist das praktische Gesetz.“ (400 FN)
Eine Maxime ist ein subjektiver Handlungsgrundsatz für verschiedene Fälle eines Lebensbereiches, die sich eine Person wählt, um danach ihre Handlungen zur Verfolgung eines Zwecks auszurichten. Kant geht handlungstheoretisch davon aus, dass Menschen, wenn sie nicht allein aufgrund von Affekten, sondern frei und bewusst handeln, dann immer nach Maximen handeln. Jede Entscheidung für eine Handlung erfolgt auf Grundlage einer Maxime. Als subjektive Prinzipien enthalten Maximen auch den Beweggrund des Handelns, also einen Zweck. Weil sie subjektiv gewählt werden, haben Maximen keinen Gesetzescharakter. Ihre Auswahl erfolgt willkürlich und sie sind nicht mit einem universellen Anspruch verbunden. Maximen sind nicht spontan, sondern wohlüberlegt, weil sie aus „Begierden und Neigungen […] durch Mitwirkung der Vernunft entspringen“ (427). Andererseits müssen Maximen nicht bei jeder Handlung bewusst sein. Sie können sogar ohne gesonderte Reflexion im Rahmen der persönlichen Entwicklung verinnerlicht sein (analog ist dies z. B. bei der Grammatik der Sprache der Fall). Sie sind die der gewollten Handlung zugrunde liegende intentionale Struktur. Damit sind Maximen geeignet, in konkreten Lebenslagen eine Hilfestellung in Hinblick auf Entscheidungen zu geben. Ähnliche Lebensregeln findet man in der Alltagsmoral (ehrlich währt am längsten) oder in religiösen Geboten (du sollst nicht töten). Weil die Maximen ein Grundsatz für das handelnde Subjekt sind, formuliert sie Kant stets mit Bezug auf die erste Person, also nicht als Imperative, die ihrerseits objektive Prinzipien sind.
Maximen erhalten erst einen objektiven Charakter, wenn sie mit dem Begriff der Pflicht und dem Prinzip der Verallgemeinerung im Kategorischen Imperativ verbunden werden. Erst unter dieser Bedingung, wenn sie für alle vernünftigen Wesen in der gleichen Handlungssituation Gültigkeit beanspruchen, handelt es sich um Maximen der Sittlichkeit. Deshalb kann man z. B. auch nicht behaupten, die Maxime, täglich ein Lied zu singen, sei ein sittliches Gebot nach Kant. Erst wenn in der Maxime auf eine moralische Pflicht Bezug genommen wird, wird sie zur Grundlage einer guten Handlung. Maximen, die mit der Pflicht verbunden sind, schränken den Raum von zulässigen Handlungsabsichten ein. Findet man für eine Absicht keine Maxime, die mit dem Sittengesetz übereinstimmt, muss diese aus moralischen Gründen verworfen werden. Maximen können einen unterschiedlichen Grad von Allgemeinheit haben. Man kann deshalb Hierarchien von Maximen bilden. Die sehr allgemeine Regel „Wenn es mir möglich ist, helfe ich anderen Menschen“ ist z. B. der Maxime „Ich arbeite in meiner Freizeit unentgeltlich als Sanitäter bei Naturkatastrophen“ übergeordnet. Tobias Kronenberg schlägt z. B. vor, auf einer obersten Ebene Maximen der Gesinnung, dann der Charakterbildung und schließlich Handlungsprinzipien zu betrachten. Aus der Möglichkeit der Hierarchie von Maximen folgt, dass Maximen in Hinblick auf konkrete Situationen eingeschränkt oder spezifiziert werden müssen, um die Leitidee eines besonderen Sachverhalts angemessen zum Ausdruck bringen zu können. Die allgemeineren, formaleren Maximen verlieren dadurch nicht ihre Gültigkeit.
Weil sie ein wesentliches Element des Kategorischen Imperativs sind und den Maßstab für konkretes Handeln bilden (s. u.), spricht man bei Kant auch von einer Maximenethik. Hier kann man begrifflich eine Analogie zu den Tugenden und der Tugendethik herstellen.

#### Die Herleitung des Kategorischen Imperativs
Nach der Klärung der Begriffe der Pflicht, der Achtung fürs Gesetz und der Maxime kann Kant das moralische Gesetz, den obersten Grundsatz des Sittengesetzes, sachlich bestimmen, auch wenn diese Bestimmung weiterhin rein formal bleibt.
„Da ich den Willen aller Antriebe beraubt habe, die ihm aus der Befolgung irgendeines Gesetzes entspringen könnten, so bleibt nichts als die allgemeine Gesetzmäßigkeit der Handlungen überhaupt übrig, welche allein dem Willen zum Prinzip dienen soll, d.i. ich soll niemals anders verfahren als, daß ich auch wollen könne meine Maxime solle ein allgemeines Gesetz werden.“ (402)
Dies ist die erste Formulierung des Kategorischen Imperativs in der GMS. Es ist eine formale Regel ohne materialen Gehalt. Sie richtet sich auf Maximen und nicht auf konkrete Handlungen. Die Maxime muss gewollt werden können und sie muss als allgemeines Gesetz universelle Gültigkeit beanspruchen. Zudem soll diese Gesetzmäßigkeit allein dem Willen dienen, d. h., sie gilt für Personen, die autonom, unabhängig von irgendwelchen Einflüssen, allein aus der Vernunft ihren Willen festlegen.
Die Idee der Verallgemeinerung verdeutlicht Kant mit dem Beispiel eines lügenhaften Versprechens, wenn also jemand etwas verspricht, obwohl er bereits weiß, dass er das Versprechen nicht halten kann. Aus Not kann Klugheit in besonderen Ausnahmen ein solches Versprechen zulassen (etwa im Fall des Heinz-Dilemmas). Würde aber jeder so handeln, würde niemand mehr einem Versprechen glauben, so dass es das Institut des Versprechens gar nicht geben könnte. Deshalb ist nach dem KI die Maxime, in Not ein solches Versprechen abzugeben, falsch. Reinhard Brandt warnt, dass Verallgemeinerung bei Kant aber nicht bedeutet, dass man stets danach fragt, was denn wäre, wenn jeder der Maxime folgen würde. Die Frage Kants, ob ich denn vernünftigerweise wollen kann, dass die Maxime meines Handelns ein allgemeines Gesetz wird, ist auf das Handeln eines bestimmten Subjekts gerichtet, das überprüft, ob seine Handlungsmaxime im Widerspruch zu einer gedachten Gesetzesordnung steht. Die Frage, was den wäre, wenn jeder das täte, ist z. B. unsinnig in Hinblick auf eine Maxime, jeden Montag Vormittag auf einem bestimmten Golfplatz Golf zu spielen. Verallgemeinerung im Sinne des KI bedeutet nicht, dass eine Maxime zur Handlungsanweisung für jeden wird, sondern dass jeder, der eine bestimmte Handlung vollziehen will, kontextgebunden prüfen muss, ob die dahinter stehende Maxime im Widerspruch zum Sittengesetz steht.
Kant betont, dass der Kategorische Imperativ mit der allgemeinen Menschenvernunft übereinstimmt. Diese braucht die Philosophie nicht, nur um „zu beschreiben, was gut, was böse, pflichtmäßig oder pflichtwidrig sei“ (404) Die Funktion der Philosophie ist es lediglich, „die Unschuld“ vor Irrwegen zu bewahren und die „natürliche Dialektik, die ein Hang, wider jene strengen Gesetze der Pflicht zu vernünfteln“ zu überwinden. Das ist die Aufgabe „einer vollständigen Kritik unserer Vernunft“. (405)

### Übergang von der populären sittlichen Weltweisheit zur Metaphysik der Sitten

#### Popularphilosophische Irrwege
Nach der Herleitung des Begriffs der Pflicht und des Kategorischen Imperativs aus der allgemeinen Menschenvernunft beginnt Kant den zweiten Abschnitt mit der Auseinandersetzung mit philosophischen Konzepten, die für ihn im Vergleich zu seiner Maximenethik nicht tragfähig sind. Da sind zum einen die Philosophen, die die Möglichkeit der Sittlichkeit angesichts der Selbstliebe (= Egoismus) des Menschen bezweifeln und die Vernunft als Instrument zur Verfolgung der durch Neigungen geleiteten Interessen ansehen. Historisch betrachtet spricht Kant Positionen etwa wie die von Epikur, Hobbes oder Hume an; bei seinen Zeitgenossen ist eine entsprechende Haltung bei den Materialisten der französischen Aufklärung (La Mettrie, d’Holbach, Helvétius) zu finden. Eine solche Position beruht auf der Erfahrung, aus der man nach Kant in der Tat keine moralischen Pflichten ableiten kann. (407) Gründe für moralische Handeln findet man alleine in der Vernunft ohne jede Empirie. Nur auf diesem Weg kann man sicher sein, dass nicht irgendein verborgenes Motiv der Selbstliebe doch das Handeln bestimmt. Pflicht und Gesetz sind reine Reflexionsbegriffe und keine Abstraktionen empirischer Tatsachen. Moralische Gesetze sind universalisierbar. Sie gelten „nicht bloß für Menschen, sondern für alle vernünftigen Wesen überhaupt.“ (408) Diese uneingeschränkte Gültigkeit bedeutet, dass Moralgesetze vor der Vernunft „schlechterdings notwendig“ sind.
Noch problematischer ist eine Moralphilosophie, die auf Beispielen beruht. Denn um überhaupt Beispiele als relevant auswählen zu können, muss man bereits eine Vorstellung davon haben, was moralisch richtig ist (Petitio principii). Beispiele können nur der Veranschaulichung dienen, mit ihnen kann man aber keine widerspruchsfreie gültige Ethik begründen.
Popularphilosophie hält Kant durchaus für sinnvoll, wenn sie der Verbreitung von Einsichten dient, deren Begründung zuvor philosophisch hergeleitet wurde. Wenn man aber schon die Begründung der Ethik durch die Philosophie nach „Volksbegriffen“ aufsuchen möchte, „so bringt es einen ekelhaften Mischmasch von zusammengestoppelten Beobachtungen und halbvernünftigen Prinzipien zum Vorschein, darin sich schale Köpfe laben […]“. (409) Folgt man diesen relativistischen oder auch eklektizistischen Konzepten, so wird man „bald Vollkommenheit, bald Glückseligkeit, hier moralisches Gefühl, dort Gottesfurcht, von diesem etwas, von jenem auch etwas, in wunderbarem Gemisch antreffen“ (410), ohne dass eine von empirischen Zufälligkeiten freie Moralbegründung auch nur angestrebt wird.
Allein die reine Vernunft kann diesem bunten Treiben Einhalt gebieten und besitzt zudem noch eine unübertroffene Motivationskraft. „Denn die reine und mit keinem fremden Zusatz von empirischen Anreizen vermischte Pflicht und überhaupt des sittlichen Gesetzes hat auf das menschliche Herz durch den Weg der Vernunft ([…]) einen so viel mächtigeren Einfluss, als alle anderen Triebfedern.“ (410) Während die Popularphilosophie ihre Einsichten „durch Tappen vermittelst der Beispiele“ gewinnt, will Kant hingegen „das praktische Vernunftvermögen von seinen allgemeinen Bestimmungsregeln an bis dahin, wo ihm der Begriff der Pflicht entspringt, verfolgen und deutlich darstellen.“ (412)

#### Rationales Wollen und Imperative
Kant beginnt seine Analyse mit der begrifflichen Bestimmung des Willens, der nicht einfach der Naturkausalität folgt. Vielmehr haben vernünftige Wesen ein Vermögen, objektiv notwendige, für jedermann gültige und nachvollziehbar begründete Prinzipien („gewisser Gesetze gemäß“, 427) in der Vorstellung zu entwickeln und nach diesen zu handeln. Objektiv bedeutet hier: unter Absehung von allen subjektiven Neigungen, Interessen und Perspektiven. Das moralische Gesetz folgt einem von den Naturgesetzen unabhängigen Ordnungsprinzip und erzeugt auch eine andere Art von Verbindlichkeit. Im Wollen stellt der Handelnde sich selbst als jemand vor, der tatsächlich beabsichtigt, einen Zweck mit allen legitimen und verfügbaren Mitteln zu verwirklichen. Wollen ist ein psychologischer Vorgang, in dem der Wollende der Ursprung (die Kausalität) einer Handlung wird. Wenn man von anderen Triebfedern absieht, „so ist der Wille nichts anderes als praktische Vernunft.“ (412) Doch weil es beim Menschen eben auch andere Triebfedern gibt, ist das Wollen „nicht an sich völlig der Vernunft gemäß“ (412). Bei einem „heiligen“ Wesen gäbe es nur ein Wollen, das der reinen Vernunft entspräche. Weil der Mensch aber auch andere Triebfedern hat – dies ist eine der impliziten anthropologischen Grundannahmen Kants –, wird aus dem Wollen ein Sollen. (449)
Aus der Differenz zwischen dem subjektiven Wollen, das durch Neigungen zumindest mitbestimmt ist, und dem, was die Vernunft aus Gründen als richtig ansieht, entsteht eine innere Nötigung, ein gefühltes Gebot, dem objektiv als gut Erkannten auch zu folgen. Die Formulierung eines solchen Gebotes, das stets ein Sollen ausdrückt heißt Imperativ. Imperative sind Sollensansprüche (praktische Urteile) und keine Befehle (imperativistische Sprechhandlungen) „Alle Imperative nun gebieten entweder hypothetisch oder kategorisch.“ (414) Hypothetische Imperative sind die Formel der Mittel-Zweckrationalität. Sie sind Gebote der Klugheit oder praktische Regeln, die besagen, dass man praktisch notwendig ein bestimmtes Mittel einsetzen, eine bestimmte Handlung vollziehen muss, um ein gegebenes Ziel, einen bestimmten Zweck zu erreichen. Sie sind bedingte Sollensansprüche aufgrund der empirischen praktischen Vernunft, die den Neigungen und Interessen folgt. Praktische Vernunft kann zu dem Entschluss führen, keine ganze Tafel Schokolade zu essen, erhebt aber keine moralischen Ansprüche. Durch hypothetische Imperative wird niemand zum Handeln verpflichtet. Praktische Vernunft bezieht ihre Gründe aus der Erfahrung, deren Quellen die Natur einschließlich der persönlichen Bedürfnisse, Neigungen und Interessen sind.
Ein kategorischer Imperativ gebietet hingegen eine Handlung unabhängig davon, ob sie nützlich oder glücksfördernd ist. Er folgt nicht einem materiellen Zweck, einer „Materie der Handlung“, sondern ist auf die „Form und das Prinzip, woraus sie selbst folgt“ (407), ausgerichtet und wird durch keine Bedingung eingeschränkt. Er hat aber als unbedingte Sollensforderung eine nötigende Kraft aufgrund der Selbstbezüglichkeit der reinen praktischen Vernunft, die autonom ist und ihre Zwecke selbst anhand synthetisch-praktischer Urteile a priori setzt. Die reine praktische Vernunft bezieht ihre Gründe aus sich selbst heraus, sie ist für sich selbst praktisch und setzt ihre Gesetze autonom, also ohne Rückgriff auf empirische Erfahrung.

#### Die Formeln des Kategorischen Imperativs
Während hypothetische Imperative „Prinzipien des Wollens“ sind, hat der Kategorische Imperativ den Charakter eines Gesetzes, eines unbedingten Gebotes (420). Bei einem hypothetischen Imperativ muss man die Bedingung seiner Anwendung kennen, um zu wissen, welche Regel zur Anwendung kommt. Der Kategorische Imperativ hat seine Gültigkeit unabhängig von jeder Anwendungsbedingung. Im Begriff des Kategorischen Imperativs stecken die Gesetzesmäßigkeit (Allgemeingültigkeit und Notwendigkeit im Licht der reinen Vernunft), das Sollen (die Pflicht) und die Tatsache einer subjektiven Handlungsregel, einer Maxime. Eine weitere einschränkende Bedingung gibt es nicht. Mit diesen Bausteinen kann man die formale Grundformel des KI herleiten:
„Der kategorische Imperativ ist also nur ein einziger, und zwar dieser: handle nur nach derjenigen Maxime, durch die du zugleich wollen kannst, dass sie ein allgemeines Gesetz werde.“ (421 / BA 52 = Universalisierungsformel UF)
Durch seinen Gesetzescharakter ist der KI für alle Vernunftwesen, mithin für alle Menschen gültig. Indem Kant im KI die Maxime (subjektives Prinzip) und das allgemeine Gesetz (objektives Prinzip) mit Hilfe des Wortes „zugleich“ verknüpft, erzeugt er eine Brücke zwischen dem rein abstrakt gewonnenen Begriff der Pflicht und der immer vor einem empirischen Hintergrund gewählten Maxime. Genau dann, wenn Maximen sich der Begrenzung durch das Sittengesetz fügen, erhalten sie einen übersubjektiven Charakter. Der KI transformiert ein subjektives Wollen in ein objektives Sollen. Der KI ist das oberste Prinzip des Sittengesetzes, von dem sich in der GMS eine Vielzahl von Formulierungen finden. In der Rezeption werden hieraus insgesamt fünf Typen herausgearbeitet, die als eigenständige Formeln bezeichnet werden.
Neben der Grundformel (= Universalisierungsformel UF) werden die folgenden Formulierungen üblicherweise als gesonderte Formeln (436) bezeichnet:
- „Handle so, als ob die Maxime deiner Handlung durch deinen Willen zum allgemeinen Naturgesetz werden solle.“ (421 / BA 52 = Naturgesetzformel NF)
- „Handle so, daß du die Menschheit sowohl in deiner Person, als auch in der Person eines jeden anderen jederzeit zugleich als Zweck, niemals bloß als Mittel brauchest.“ (429 / BA 67 = Menschheitsformel oder auch Selbstzweckformel SF)
- „Handle so, daß der Wille durch seine Maxime sich selbst zugleich als allgemein gesetzgebend betrachten könne.“ (434 / BA 76/77 = Autonomieformel AF)
- „handle nach Maximen eines allgemein gesetzgebenden Gliedes zu einem bloß möglichen Reich der Zwecke“ (439 / BA 84 = Reich der Zwecke – Formel RF)

Kant selbst spricht von drei „praktischen Prinzipien“ zur Darstellung des KI, nämlich NF, SF und AF (431), später aber auch von „drei Arten, das Prinzip der Sittlichkeit vorzustellen“ und hier von NF, SF und RF (436). Entgegen anderen Interpretationen gibt Paton der Autonomieformel eine eigenständige Position, weil sie auch in der „Kritik der praktischen Vernunft“ eine besondere Stellung hat.
Die Formeln drücken unterschiedliche Aspekte aus, sind aber ansonsten für Kant gleichwertig. Er betont mehrfach, dass es nur einen Kategorischen Imperativ gebe. Die Grundformel ist allerdings noch so abstrakt, dass man aus ihr nur in begrenztem Maße die Vorstellung von konkreten Pflichten ableiten kann. Erst die weiteren Formulierungen vermitteln auch die inhaltliche Substanz des KI. Sie dienen der Anschauung und haben eine erläuternde Funktion, so dass man sie sinnvollerweise heranzieht, um die volle Bedeutung des KI besser erfassen zu können. Der KI ist eine notwendige und eine hinreichende Bedingung für die Erlaubtheit von Maximen. Entsprechend sind bei der Prüfung, ob eine Maxime des Handelns nach dem KI zulässig ist, die Formeln des KI in ihrer Gesamtheit zu berücksichtigen.
Die Grundformel ist als unbedingt objektives Prinzip zu betrachten, weil ihr jedes vernünftige Wesen folgen würde, wenn es nur seiner Vernunft gelänge, seine Neigungen jederzeit vollständig zu überwinden. Als objektives Prinzip ist die Grundformel reine Form, noch ohne jeden Gehalt. Dennoch ist der KI auch in der Grundformel nicht formalistisch. Der Gehalt wird in die Formel des KI zum einen durch den Inhalt der jeweiligen Maxime eingefügt. Der Begriff der Maxime ist im KI wie eine Variable in der Mathematik zu betrachten. Die Maximen dienen so der Vermittlung zwischen dem abstrakten allgemeinen Grundsatz des Sittengesetzes und den konkreten individuellen Handlungen und der ganzen Breite der empirischen Welt. Die Bedeutung für Kants auf die Anwendung des KI gerichtete Überlegungen ergibt sich daraus, dass sowohl in der Einleitung zur Metaphysik der Sitten (MS AA VI 225), als auch in der Einleitung in die Tugendlehre (MST AA VI 389) die Grundformel als oberstes Sittengesetz in ähnlichen Formulierungen erscheint. Die SF bildet dann auch den Hintergrund des obersten Prinzips der Tugendlehre, wonach es Pflicht eines jeden Menschen ist, „den Menschen überhaupt sich zum Zweck zu machen.“ (MST AA VI 395) Der zweite materiale Aspekt im KI ist das handelnde Subjekt, das einerseits auch Objekt von Handlungen sowohl anderer als auch seiner selbst ist und zum zweiten durch seine Bedürfnisse und Neigungen Bestimmungsgrund seiner Zwecke und damit seiner Maximen ist. Würde ein anderes Subjekt eine Maxime aufstellen, durch die meine Freiheit beschränkt würde, könnte ich mich mit Recht dagegen verwahren. Ein solches Recht hätte aber auch jeder Andere in Hinblick auf meine Maximen. So beinhaltet der KI systematisch eine intersubjektive Beziehung, die geprägt ist von den Zwecken, d. h. Bedürfnissen, Neigungen und Interessen aller handelnden Subjekte. Aus diesem Prinzip der Gegenseitigkeit folgt, dass die Zwecke der anderen Handlungssubjekte für mich genauso relevant sind wie meine eigenen Zwecke, die ich bei der Festlegung meiner Maximen zu beachten und damit zu achten habe. (SF) Das Reich der Zwecke ist dann die rein gedankliche Sphäre, in der alle die Zwecke so gedacht werden, dass sie nicht im Widerspruch zueinander stehen. (RF) Man kann also die verschiedenen Varianten des KI durch die Explikation der Grundformel gewinnen, ohne dieser einen zusätzlichen Gehalt hinzuzufügen. Das ist der Grund, warum Kant mehrfach betont, dass es nur einen KI gibt. Die weiteren materialen Imperative, die ebenso kategorisch gebieten, sind dann Gegenstand der Metaphysik der Sitten, die sich in eine äußere Pflichtenlehre (Rechtslehre) und in eine Lehre von den innere Pflichten (Tugendlehre) unterteilt.

#### Das Prüfverfahren des Kategorischen Imperativs
Eine zentrale Funktion innerhalb des Kategorischen Imperativs nehmen Maximen ein. Der KI fordert dazu auf, bei der Wahl seiner Maximen eine Selbstprüfung durchzuführen. Wenn die Maxime die Prüfung besteht, kann sie als gerechtfertigt angesehen werden. Zunächst muss die Frage, ob ich denken kann, dass die entsprechende Maxime ein allgemeines Gesetz werden kann, positiv beantwortet werden. Niemand kann ohne Widerspruch fordern, dass andere ihn nach bestimmten Regeln, z. B. fair, behandeln, wenn er für sich selbst diese Regeln nicht akzeptiert. Nur wenn eine Verallgemeinerung logisch haltbar ist, ich mir für mich selbst also keine Ausnahme wünschen kann, liegt eine vollkommene, d. h. uneingeschränkte Pflicht begründet vor. Bei vollkommenen Pflichten dürfen Neigungen in den Maximen und in deren Zwecken keine Rolle spielen. (421) Zu den vollkommenen Pflichten zählt etwa das Bezahlen von Schulden, das Verbot des Selbstmordes aus Lebensüberdruss (MST § 6), des Lügens (MST § 9) oder die Achtung fürs Recht der Menschen (Frieden AA VIII, 385–386). Ist die Maxime zwar denkbar, aber nach den üblichen Maßstäben nicht wünschbar, so handelt es sich um eine unvollkommene (dem Grad nach nicht bestimmte) Pflicht. Das Maß der „Menschenliebe“ (Frieden AA VIII 385), das wir anderen gewähren sollen, ist nicht unbegrenzt oder absolut. Niemand wird wollen, dass alle Menschen ausschließlich für die Nächstenliebe (Frieden AA VIII 385) leben. Wenn man weiterhin unterscheidet, ob die Pflicht gegen sich selbst oder gegen einen anderen besteht, so ergeben sich vier Fälle von Pflichten. Kant weist darauf hin, dass er diese willkürliche Einteilung der Pflichten gewählt hat, um den Begriff der Pflicht besser in seinen Besonderheiten erklären zu können. Im Hintergrund knüpft er an die Pflichtenlehre der Naturphilosophen seiner Zeit an, etwa an Samuel Pufendorf, der Pflichten gegen Gott, gegen sich selbst und gegen andere unterschied. Das Besondere bei Kant ist nun, dass er ausschließlich an die Vernunft anknüpft und auf jede externe Bestimmung der Moral (durch Gott oder die Natur) verzichtet.
Es ist nicht so, dass man anhand einer Maxime nach möglichen Handlungen sucht. Das Prüfverfahren setzt vielmehr mit einer vorgestellten konkreten Handlung ein. In allen erläuternden Beispielen (s. u. zur Naturgesetzformel) geht Kant von einem sinnlichen Antrieb aus, den es zu bewerten gilt. Den moralischen Wert einer Handlung beurteilt man dann nach der Maxime, die der Handlung zugrunde liegt. Man muss also zunächst versuchen zu erkennen, welches Prinzip oder möglicherweise welche Prinzipien hinter dieser beabsichtigten Handlung stehen. Will ich ein Kind, dem ich etwas verbiete, vor Schaden schützen, will ich es strafen oder will ich es zu einem sittlichen Handeln anleiten? Die Maxime könnte lauten: „Ich verbiete meinen Kindern Handlungen, durch die sie sich (in unvertretbarem Maße) selbst gefährden.“ Der zweite Schritt ist die Prüfung der Maxime durch den KI. Kann man wollen, dass alle Eltern (immer) ihren Kindern verbieten, sich selbst zu gefährden? Würde eine solche Maxime, wenn alle sie befolgen, dazu führen, dass niemand mehr diese anwenden würde? Die Angemessenheit der Maxime ergibt sich aus der konkreten Situation. Wenn es im konkreten Beispiel um das Radfahren zur Schule geht, müssen etwa die Sicherheit des Schulweges, das Alter des Kindes, seine Fähigkeit, Risiken im Verkehr abzuschätzen, seine Besonnenheit u. a.m. in Rechnung gestellt werden.
Eine etwas andere Interpretation des Prüfverfahrens findet sich bei Reiner Wimmer, der die NF als ersten Schritt der Explikation der Grundformel als Beurteilungsverfahren für Maximen und Normen im Wege der Universalisierung beschreibt (s. u.) und für problematisch hält. Demgegenüber erfüllen die drei anderen Formen die Aufgabe, den KI als das Grundprinzip moralischen Argumentierens zu veranschaulichen, und zwar als eine Triade aus der Perspektive des Selbst (AF), aus der Perspektive des Anderen (SF) und aus der Perspektive der Gemeinschaft (RF).
Neben dem „Denken können“ und dem „Wollen-können“, also dem Prinzip der Verallgemeinerung (UF), sind bei der Prüfung der Maximen somit auch die anderen Formeln des KI zu betrachten. Nur so kann man sicherstellen, dass eine Maxime auch gesetzesfähig ist. Wird etwa im Beispiel durch das Verbot die Würde des Menschen beeinträchtigt oder wird das Kind nur instrumentalisiert? (SF) Ist das Verbot von mir selbst gewollt oder beruht es nur auf wenig begründbaren Konventionen? (AF) Steht dieses Verbot im Einklang mit der denkbaren Gesamtheit aller zulässigen Maximen, die die Erziehung von Kindern betreffen? (RF) Kann eine Maxime des Eigennutzes im Reich der Zwecke mit allen anderen Maximen in Einklang gebracht werden? Würde ich als Betroffener meiner Handlung diese Handlung auch als richtig beurteilen? (Rollentausch) Bei der Beurteilung von Handlungen und von Maximen bedarf es immer der kritischen Urteilskraft, um die Umstände der Handlung und die Wahl der zugehörigen Maxime richtig einschätzen zu können. Es gehört zum Wesen von sittlichen Geboten, dass sie „noch durch Erfahrung geschärfte Urteilskraft erfordern […]“, um sie „in seinem Lebenswandel in concreto wirksam zu machen“ (389), so Kant bereits in der Vorrede der GMS. Die Beurteilung einer Handlungsabsicht erfolgt zudem pragmatisch, d. h., die Frage der Letztbegründung der Allgemeinheit einer Maxime stellt sich nicht, sondern es reicht eine angemessene Sorgfalt aufzuwenden. In der Kritik der praktischen Vernunft verweist Kant darauf, dass es ihm auch auf die moralische Relevanz einer Maxime ankommt. Eine Maxime „ist also nur alsdann moralisch ächt, wenn sie auf dem bloßen Interesse, das man an der Befolgung des Gesetzes nimmt, beruht.“ (KpV AA V, 79)
Um inhaltliche Ansätze für das Prüfverfahren des KI zu finden, kann man verschiedene Kriterien heranziehen, um zu beurteilen, ob man eine Maxime unter moralischen Gesichtspunkten anwenden (denken oder wollen) kann.
1. logische Konsistenz: Innerhalb der Maxime darf kein logischer Widerspruch vorliegen.
2. transzendentalpragmatische Bedingung: Eine Maxime darf nicht zu einem Selbstwiderspruch führen.[84]
3. Akzeptanz der Konsequenzen: Die empirischen Folgen einer beabsichtigten Handlung müssen positiv bewertet werden können.
4. teleologische Bestimmung: Die natürliche Zweckmäßigkeit einer Sache darf durch eine Maxime nicht verletzt werden.
5. Vernünftigkeit des Handelns (Rational Agency): Eine Maxime darf nicht im Widerspruch zu vernünftigen Überlegungen (zum gesunden Menschenverstand) stehen und muss praktisch anwendbar sein.

Die hier genannten Kriterien sind lediglich Interpretationen, die bei der Beurteilung der kantischen Bestimmungen des „Denken-Könnens“ und des „Wollen-Könnens“ in Hinblick auf konkrete moralische Fragen hilfreich sind, um die Plausibilität der Begründung zu verbessern.
Ein wichtiges Prüfkriterium hat Kant selbst ins Spiel gebracht. In der Schrift Zum ewigen Frieden heißt es: „Alle auf das Recht anderer Menschen bezogene Handlungen, deren Maxime sich nicht mit der Publicität verträgt, sind Unrecht." (). Maximen, die nicht geeignet sind, einer öffentlichen Diskussion standzuhalten, können moralisch nicht akzeptabel sein. Eine Handlung nach einer solchen Maxime kann nicht wahrhaftig sein. Lügen, betrügen, stehlen und ähnliche Handlungen verstoßen gegen das Sittengesetz. „Jeder sieht das moralische Gesetz als ein solches an, welches er öffentlich deklarieren kann.“ Rainer Enskat formuliert aus diesem Gedanken heraus einen Kategorischen Imperativ der Publizität: „Handle so, dass die Maxime deines Willens jederzeit zugleich mit ihrer Publizität verträglich ist!“ Bedeutsam ist die Frage der Publizität z. B. für den Status von WikiLeaks.
Ein Problem des KI ist die Frage, ob und wie man bestimmen kann, ob eine Maxime bloß erlaubt und nicht auch geboten ist. Kant sagt zwar: „Die Handlung, die mit der Autonomie des Willens zusammen bestehen kann, ist erlaubt; die nicht damit stimmt, ist unerlaubt.“ (439) Aber hierdurch ergibt sich keine Abgrenzung zu etwas Gebotenem. Eine Maxime „Ich mache täglich eine halbe Stunde Sport“ steht sicherlich mit dem „Denken-Können“ nicht im Widerspruch. Man wird aber wohl kaum wollen können, dass es für jeden zur Pflicht werden soll, täglich Sport zu machen. Andererseits wird niemand eine solche Maxime als unmoralisch ansehen. Erlaubte Maximen wären demnach solche, bei denen weder die Maxime selbst, noch ihr Gegenteil zur moralischen Ablehnung führen, während bei einer gebotenen Maxime die Unterlassung nicht gewollt sein kann. Kant formuliert dies negativ: „Wenn wir nun auf uns selbst bei jeder Übertretung einer Pflicht Acht haben, so finden wir, dass wir wirklich nicht wollen, es solle unsere Maxime ein allgemeines Gesetz werden, denn das ist uns unmöglich, sondern das Gegenteil derselben soll vielmehr allgemein ein Gesetz bleiben;“ (424) Dieser Passus beschreibt das Trittbrettfahrerproblem, ein Verhalten, das nach dem KI in jeder Hinsicht nicht erlaubt ist.
Ein weiteres Problem (das jedes Moralsystem betrifft) liegt darin, dass Maximen sich auf empirische Sachverhalte beziehen. Im Rahmen der Prüfung von Maximen muss man sich deshalb mit empirischem Wissen oder der begrifflichen Beschreibung etwa von physiologischen oder psychologischen Gegebenheiten auseinandersetzen. Dies kann dann stets bedeuten, dass es in den Urteilen zu Fehleinschätzungen und Irrtümern kommt (Fallibilismus). Schönecker/Wood meinen, dass dies bereits in Kants erstem Beispiel zur Naturgesetzformel (s. u.) auftaucht. Sie betrachten zudem das Verfahren der Verallgemeinerung in Hinblick auf die Pflichten gegen sich selbst als problematisch, zumindest wenn es auf die NF angewendet wird.

#### Die Naturgesetzformel
In der Naturgesetzformel kommt zum Ausdruck, dass man die gewählten Maximen genauso als allgemeingültig betrachten können soll wie ein Naturgesetz. Das „als ob“ hebt hervor, dass es sich bei dieser Formel um ein Gedankenexperiment, um eine gedachte Ähnlichkeit, eine Analogie handelt. Maximen als Gesetz gedacht haben in der Sphäre der Vernunft die gleiche Stellung wie ein Naturgesetz in der Natur. Jedes vernünftige Wesen muss bei einer als Naturgesetz vorgestellten Maxime in der gleichen Situation aus den gleichen Gründen in gleicher Weise handeln. Hierauf kann sich dann jedes vernünftige Wesen einstellen. Wenn aber jeder weiß, dass seine Maxime auch für jeden anderen als Naturgesetz gedacht werden muss, dann kann er keine Maxime wollen, die nicht kohärent zum Wollen aller anderen vernünftigen Wesen ist. In diesem Gedanken wird für Bernward Grünewald das mit dem KI verbundene Prinzip der Intersubjektivität besonders hervorgehoben. Bereits aus diesem Gedanken folgt, dass die eigene Freiheit mit der Freiheit aller anderen Vernünftigen Wesen zusammenstimmen muss. Jeder ist gleich verantwortlich. Jede Form von Unterdrückung oder Übervorteilung ist nicht gestattet. Hier kommt das Prinzip der Verallgemeinerung in besonderem Maße zum Ausdruck.
Kant erläutert den Sinn der Naturgesetzformel anhand von vier Beispielen. Diese sind jeweils so gefasst, dass sie das Prüfverfahren des KI nicht bestehen, man aber sehen kann, dass das jeweilige Gegenteil einer akzeptierbaren Maxime entspricht. (424) Obwohl Kant hier nur illustrierende Beispiele zur Erläuterung verwendet, sind diese doch so grundlegend, dass Otfried Höffe in ihnen bereits einen Einstieg in die Diskussion einer materialen Ethik sieht, wenn sie auch nicht die Grundlage eines Systems der Pflichten sein können.
Eine vollkommene Pflicht gegen sich selbst ist in Kants erstem Beispiel das Verbot zum Selbstmord bei Lebensüberdruss, da der Mensch von Natur aus mit einem Überlebenswillen ausgestattet und auch für sich selbst Zweck an sich ist. Eine Maxime, sich aufgrund einer negativen Weltsicht das Leben zu nehmen, steht im Widerspruch zum natürlichen Prinzip der Selbstliebe (teleologisches Argument, das Kant verwendet hat). Die Selbstliebe kann außerdem nicht zugleich der Erhaltung und der Zerstörung des Lebens dienen (logisches Argument). Man kann zudem wohl kaum von jedem, der am Leben verzweifelt, fordern, sich gleich das Leben zu nehmen (Verallgemeinerung; Vernunft-Argument).
Eine vollkommene Pflicht gegen andere ist im zweiten Beispiel die Maxime, andere nicht durch lügenhafte Versprechen zu täuschen, z. B. Geld zu leihen, das man von vornherein nicht zurückzahlen kann. Andernfalls würde das Institut des Versprechens nicht mehr wirksam sein und vor allem würde der Getäuschte niemals zustimmen. (Selbstwiderspruch) Da der Begriff des Versprechens bereits dessen Einhaltung beinhaltet, liegt hier auch ein (Begriffs-)logischer Widerspruch vor.
Der Mensch hat gemäß dem dritten Beispiel zwar die Pflicht gegen sich selbst, seine Fähigkeiten zu entwickeln und sich körperlich und geistig fit zu halten, weil er sonst viele ihm sich bietenden Möglichkeiten nicht wahrnehmen kann (konsequenzialistisches Argument). Verletzt ein Mensch – wie von Kant angenommen – diese Pflicht aus reiner Lust am Genuss, so kann die Vernachlässigung der Talente bereits dazu führen, dass er wegen mangelnder Fähigkeiten diesen Genuss gar nicht ausüben kann. (Selbstwiderspruch) Man kann hier auch einen Widerspruch zum Wollen eines Menschen sehen, weil Wollen auch Können impliziert, was aber ohne die entwickelten Fähigkeiten stark eingeschränkt ist. (logisches Argument) Doch in welchem Maße der Mensch an seiner Persönlichkeit arbeitet, unterliegt seiner individuellen Bewertung. Insofern ist diese Pflicht nur unvollkommen. Man kann von niemandem verlangen, ohne Unterlass an seiner Selbstperfektionierung zu arbeiten. Andererseits wäre es für die ganze Menschheit und damit auch für den Einzelnen von erheblichem Nachteil, wenn jeder seine Talente brach liegen ließe (Vernunftargument).
Ähnlich verhält es sich mit dem Gebot der Hilfeleistung im vierten Beispiel, in dem Kant eine unvollkommene Pflicht gegen andere demonstriert. Grundsätzlich ist jeder dazu verpflichtet; denn jeder möchte schließlich, dass auch ihm in Notlagen geholfen wird. (konsequenzalistisches Argument) Doch ob jemand sein Leben ganz karitativ ausrichtet, bleibt ihm grundsätzlich selbst überlassen. Andererseits ist eine Welt, in der niemand niemandem ohne unmittelbare Gegenleistung hilft, durchaus denkbar, das „Denken-Können“ löst keinen Widerspruch aus. Die Pflicht ist unvollkommen, weil die mangelnde Hilfsbereitschaft nur dem „Wollen-Können“ widerspricht. Dieses Nicht-Wollen-Können begründet Kant damit, dass es immer Fälle gibt, wo der Mensch auf Kooperation und Hilfsbereitschaft (auf „Liebe und Teilnehmung“, 423) angewiesen ist. (Vernunftargument) Schönecker/Wood verweisen darauf, dass Kant hier eine empirische Annahme zu Hilfe nimmt, nämlich die grundlegende Eigenschaft des Menschen, sich emotional zu binden. Kant ist insofern inkonsistent, als er in der Herleitung seiner Begründung auf eine empirische Prämisse aufbaut, obwohl auch eine Welt vernünftiger Wesen denkbar ist, die ohne freundschaftliche Emotionen ausgestattet sind. Günther Patzig betrachtet Kants Darlegung als ein Appell an wohlverstandenes Eigeninteresse und insofern sei das kein moralisches Argument mehr. Unterstellt man – so Höffe, ein Argument, das sich bei Kant nicht findet, – dass der Mensch als soziales Wesen von Natur aus hilfsbereit ist, ergibt sich ein teleologischer Widerspruch.

#### Die Selbstzweckformel
Nachdem Kant die verschiedenen Formen der Pflicht anhand der Naturgesetzformel vorgeführt hat, setzt er erneut an und fragt, ob der KI denn für alle vernünftigen Wesen gültig ist. (426) Damit wendet er den Blick von der Handlungsregel für das individuelle Subjekt auf die Gesamtheit der von der Moral betroffenen Personen. Kant macht nun darauf aufmerksam, dass der Wille immer intentional, also auf einen Zweck ausgerichtet ist. Weil die reine praktische Vernunft von allen subjektiven Gegebenheiten absieht, muss ein Zweck, der „durch bloße Vernunft gegeben wird, […] für alle vernünftigen Wesen gleich gelten.“ (427) Die Suche nach einem objektiven und doch materialen Zweck führt zu der Frage nach etwas, was einen absoluten Wert hat, was ein Zweck an sich selbst sein könnte. Ohne einen solchen Wert hätte die praktische Vernunft keinen Bezugspunkt, könnte also nicht objektiv sein. Diese Frage öffnet den Blick von der deontologischen Pflichtethik zu einer materialen (axiologischen) Wertethik. Leonard Nelson sah hierin einen „Rückfall Kants aus der Gesetzesethik in die Güterethik“. Andere Autoren sehen genau in diesem Schritt den Grund, warum Kants Ethik eine praktische Bedeutung hat und nicht nur formal ist. Kant gibt die Antwort als Postulat (das er erst in GMS III systematisch begründet):
„Nun sage ich: der Mensch, und überhaupt jedes vernünftige Wesen, existiert als Zweck an sich selbst, nicht bloß als Mittel zum beliebigen Gebrauche für diesen oder jenen Willen, sondern muss in allen seinen, sowohl auf sich selbst, als auch auf andere vernünftige Wesen gerichteten Handlungen, jederzeit zugleich als Zweck betrachtet werden.“ (428)
Eine Person, der vernünftige Mensch („Menschheit“ bezeichnet hier bei Kant die Vernunftfähigkeit eines jeden Menschen oder vernunftfähigen Wesens), ist also der objektive Grund der Selbstbestimmung, denn er ist Träger der praktischen Vernunft. Aus der praktischen Vernunft heraus muss der Mensch zudem anerkennen, dass jedes Wesen, das die Eigenschaft der praktischen Vernunft hat, als Zweck an sich zu betrachten ist. Der Mensch ist also intrinsisch wertvoll und darf niemals als relativer Zweck mit bloßem Objektcharakter instrumentalisiert werden. Die SF fordert stets die Anerkennung und den Respekt für ein vernünftiges Wesen. Dies bedeutet aber nicht, dass man den Menschen überhaupt nicht als Mittel einsetzen darf, denn dies ist in nahezu allen sozialen Beziehungen der Fall. Voraussetzung ist nur, dass er sich hierzu als selbstbestimmte Person nach vernünftiger Überlegung frei entscheidet. Man handelt in der Regel moralisch richtig, wenn die betroffenen Menschen der Handlung zustimmen können. Die SF ist aber nicht nur eine Minimalanforderung, ein Ausschlusskriterium zur Vermeidung von Verletzungen der Persönlichkeit, sondern kann auch positiv interpretiert werden, weil man Menschen nur als Zweck an sich behandeln kann, wenn man auf ihre individuellen Zwecke Rücksicht nimmt.
Kant prüft diese „Idee der Menschheit als Zweck an sich selbst“ (429) anhand der Beispiele, die er auch bei der Untersuchung der Naturgesetzformel eingesetzt hat. Ein sinnvolles Prüfkriterium in Bezug auf die SF ist die Frage, ob eine falsche Maxime die Fähigkeit zur Zwecksetzung, die rationale Handlungsfähigkeit, unangemessen einschränkt. Ein Selbstmörder zerstört einen Menschen und behandelt diesen damit nicht als Zweck an sich selbst, sondern als reinen Körper, als Gegenstand. Der Eingriff in den Körper des Menschen aus rein instrumentellen Gründen ist grundsätzlich nicht erlaubt, etwa im Organhandel, durch Selbstverstümmelung oder durch das Eingehen übergroßer Risiken. Man kann auch selbst nicht über den eigenen Leib nach Belieben verfügen. Kants Darlegungen bieten allerdings keine Hilfestellung in der Frage der Sterbehilfe, denn diese kann auch aus Respekt vor der Person geleistet werden. Auch das falsche Versprechen, einen Kredit zurückzuzahlen, obwohl man es nicht kann, steht im Widerspruch zur Selbstzweckformel (SF), da der Geldgeber bewusst geschädigt, also nur als Mittel zur Erreichung eines Zweckes behandelt wird. Ähnlich gelagert sind alle Fälle von Bevormundung, Nötigung oder Betrug. Durch das Vorenthalten entsprechender Informationen über die Handlungsabsicht wird der Betroffene in seiner Handlungsfreiheit und Autonomie eingeschränkt. Die Unwilligkeit, seine Fähigkeiten zu entwickeln, mag zwar nicht unmittelbar im Widerspruch zur SF stehen (Denken können). Aber: „In Ansehung der zufälligen (verdienstlichen) Pflicht gegen sich selbst ist’s nicht genug, dass die Handlung nicht der Menschheit in unserer Person, als Zweck an sich selbst, widerstreite, sie muss auch dazu zusammenstimmen.“ (430) (Wollen können) Der Mensch hat als Naturanlage das Streben nach größerer Vollkommenheit, so Kant. (teleologisches Argument) Auch bei der unterlassenen Hilfeleistung gilt, dass man dies nicht Wollen kann, weil sonst der Mensch als Zweck an sich Schaden nimmt. Es ist Pflicht, die Glückseligkeit anderer zu befördern. „Denn das Subjekt, welches Zweck an sich selbst ist, dessen Zwecke müssen, wenn jene Vorstellung bei mir alle Wirkung tun soll, auch soviel möglich meine Zwecke sein.“ (430) Auch hier sieht Kant einen Grund in der Natur des Menschen, zu der das Streben nach Glückseligkeit zu zählen ist. Dieses grundsätzliche Streben anderer Menschen muss man beim eigenen Handeln in Rechnung stellen. (teleologisches Argument)
Die Idee des Zwecks an sich selbst wird erst deutlich, wenn man die transzendentalphilosophische Reflexion Kants in der Kritik der reinen Vernunft vor Augen hat. Man kann seine eigenen Zwecke nicht denken, ohne sich selbst als zwecksetzendes Wesen mitzudenken. Die praktische Subjektivität jedes vernünftigen Wesens bedeutet, dass es sein eigenes Sein als freies Subjekt anstrebt. Zweck an sich selbst zu sein, bedeutet für den Menschen, sich in seinen partikulären Zwecken selbst verwirklichen zu können. Wird ein Mensch in seiner Menschheit bloß als Mittel behandelt, bedeutet dies, dass man ihm die Möglichkeit der eigenen Zwecksetzung, der Selbstgesetzgebung, nimmt. Kant spricht deshalb in der SF nicht vom Menschen, sondern von der „Menschheit“, die nicht allein als Mittel gebraucht werden darf. Damit bezieht er diese Formel nicht auf den Menschen als empirisches Phänomen, sondern auf den rein verstandesmäßigen Aspekt des Menschen als Intelligenz in einer Verstandeswelt. (Kants Ausdruck: homo noumenon) Denn nur ein vernunftfähiges Wesen ist für Kant auch ein moralfähiges Wesen, während der Mensch als homo phänomenon seinen empirischen Trieben und den Kausalgesetzen unterworfen ist. Moralfähig ist ein Wesen, wenn es über Vernunft verfügt und dieser entsprechend autonom und selbstbestimmt (AF) handeln kann (rational agency). Und genau in dieser Fähigkeit liegt sein Wert als Zweck an sich selbst. Angesichts des materialen Gehalts der SF stellt sich die Frage, wie Kant davon sprechen kann, dass diese Formel eins ist mit der allgemeinen Formel UF. Dies ist nur möglich, wenn auch aus der UF ein materialer Gehalt ableitbar ist. Dies ergibt sich aus der Idee des guten Willens und der Pflicht. Würde man einen Menschen nicht als selbständigen Zweck an sich achten, ihm keine Autonomie und Würde zuschreiben, wäre das mit einem guten Willen nicht vereinbar und damit pflichtwidrig. (437) Dies gilt ebenso für die Forderung, sich die Zwecke anderer Menschen zu eigen zu machen (RF) und hierdurch deren Glückseligkeit zu befördern (430).
In einer Fußnote spricht Kant der Goldenen Regel (in der negativen Formulierung) die Eignung als grundlegendes moralischer Gebot ab. Zum einen enthält sie kein Gebot der Pflichten gegen sich selbst. Man kann also weder das Selbstmordverbot noch die Forderung zur Entwicklung der eigenen Talente mit ihr begründen. Zum anderen fehlt ihr auch der Anspruch der „Liebespflichten gegen andere“. Zur Hilfe kann man nach der Goldenen Regel nur verpflichtet werden, wenn man auch mit einiger Sicherheit erwarten kann, dass einem auch geholfen wird. Wenn man an fremder Hilfe nicht interessiert ist, braucht man nicht zu helfen, denn die Goldene Regel beruht auf Gegenseitigkeit (Kontraktualismus), einem Gebot der Klugheit und nicht der Moral. Sie hängt von den empirischen Wünschen und Bedürfnissen des jeweils Handelnden ab. Ja selbst in Hinblick auf die Pflichten gegen andere ist sie zumindest problematisch. Dürfen die, die kein Eigentum haben, bedenkenlos stehlen? Sie könnten ja als Besitzlose den Besitzenden ohne Weiteres das Recht einräumen, auch zu stehlen. Folgt man allerdings dem Prinzip der wohlwollenden Interpretation und nimmt für die Goldene Regel (insbesondere in der positiven Formulierung = Behandle andere Menschen so, wie du selbst behandelt werden möchtest.) das Prinzip der unpersönlichen Verallgemeinerung und der unbeteiligten Neutralität als Perspektive an, verringern sich zumindest die Unterschiede zum KI erheblich.
Abschließend stellt Kant zur SF fest, dass diese die „oberste einschränkende Bedingung der Freiheit der Handlungen eines jeden Menschen ist“. (430/431) Diese Grenze entstammt aufgrund ihrer Allgemeingültigkeit nicht der Erfahrung, sondern der Vernunft. Von einigen Utilitaristen wird allerdings die absolute Geltung der Selbstzweckformel in Frage gestellt, wenn es um die Abwägung der Verletzung Weniger gegen den Schaden Vieler geht. (Trolley-Problem und andere moralische Dilemmata)
Die Selbstzweckformel erhält in der Metaphysik der Sitten sowohl in der Rechtslehre als auch in der Tugendlehre ein besonderes Gewicht, weil sie von Kant bei der Behandlung vieler Beispiele herangezogen wird.

#### Die Autonomieformel
„Autonomie ist die Fähigkeit, frei und selbstbestimmt moralische Gesetze aufstellen und befolgen zu können.“ In der Praxis ist es das „Vermögen, sich selbst seine Lebensweise auszuwählen.“ Die Autonomieformel beruht auf „der Idee des Willens jedes vernünftigen Wesens, als eines allgemein gesetzgebenden Willens.“ (433) Die Frage, ob eine Maxime als ein allgemeines Gesetz gedacht werden kann, beinhaltet bereits die Vorstellung, dass der Fragende bei der Beantwortung zum Gesetzgeber im Rahmen des Sittengesetzes wird.
„Der Wille wird also nicht lediglich dem Gesetze unterworfen, sondern so unterworfen, daß er auch als selbstgesetzgebend, und eben um deswillen allererst dem Gesetze (davon er selbst sich als Urheber betrachten kann) unterworfen, angesehen werden muß.“ (431)
Dass der Mensch entscheiden kann, was er tut, setzt einen eigenbestimmten Willen voraus, der die Handlung beeinflusst. Der Wille ist aber nur autonom, wenn er nicht fremdbestimmt (heteronom), sondern frei ist, moralische Gesetze aufzustellen und zu befolgen. Nur ein freier Wille ermöglicht die Selbstgesetzgebung. Durch die Selbstgesetzgebung ist der Mensch sowohl Gegenstand (Objekt) als auch Gesetzgeber (Subjekt) des Sittengesetzes. Autonomie ist also nicht Willkürfreiheit, sondern die aus der Vernunft begründete Selbstunterwerfung unter ein selbstgegebenes Gesetz. Man folgt dem, was man als vernünftig erkannt hat. Und wenn man das als seine Pflicht anerkennt, handelt man moralisch. Aus der Perspektive der Vernunft, ist diese Einsicht nicht nur eine Aufforderung, sondern eine (logische) Notwendigkeit.
Kant leitet aus der Idee des gesetzgebenden Willens den Gedanken der Unabhängigkeit von Interessen ab. Denn wäre der Wille von irgendwelchen Interessen geleitet, wäre er nicht autonom. Die gedankliche Notwendigkeit der Interessenlosigkeit ergibt sich auch daraus, dass es sonst noch ein anderes über dem Willen stehendes Gesetz geben müsste, das den Inhalt der Interessen bestimmt. Hieraus kann man nicht schließen, dass es die Funktion des KI ist, positive Vorschriften für das moralische Handeln festzulegen. Vielmehr gilt: „Die Handlung, die mit der Autonomie des Willens zusammen bestehen kann, ist erlaubt; die nicht damit stimmt, ist unerlaubt.“ (439) Die subjektive Wahl der Maximen als solche wird auch durch das mit der Autonomieformel gewonnene zusätzliche Kriterium der Interessenfreiheit nicht grundsätzlich eingeschränkt, sondern nur auf die überhaupt wählbaren Maximen begrenzt. Kant führt zwar für diese Formel (AF) den Test anhand seiner Beispiele nicht durch, verweist aber in einer Fußnote darauf, dass auch dies möglich ist. (432) Die Vorstellung der Unabhängigkeit von individuellen Interessen wurde von John Rawls mit dem Konzept des Schleier des Nichtwissens in dessen Theorie der Gerechtigkeit pragmatisch ausformuliert.
Bei Reiner Wimmer findet sich die These, „daß Autonomie des Menschen notwendige und hinreichende Bedingung dafür ist, sich selbst und Andere als Selbstzwecke ansehen und behandeln zu können“, wodurch die AF der SF logisch eigentlich vorausgeht, denn „Die Idee des Willens jedes vernünftigen Wesens als eines allgemein gesetzgebenden Willens (B 70 = IV 431) impliziert mit Rousseau [FN Wimmer: Gesellschaftsvertrag, Buch I, Kap. 6] die ‚Idee der Würde eines vernünftigen Wesens, das keinem Gesetze gehorcht, als dem, das es zugleich selbst gibt (B 76 f. = IV 434).‘“ Indem der Mensch sich als autonom, d. h. fähig, moralisch nach einem von seinem eigenen Willen gesetzten Gesetz zu handeln, denkt, kann er sich, aber auch jedes andere vernünftige Wesen, als Selbstzweck und als Mitglied eines gedanklichen Reichs der Zwecke (s. u.) denken und für sich einen besonderen Wert, eine Würde beanspruchen. Der Gedanke der Autonomie wird in vielen Diskursen der praktischen Ethik zugrunde gelegt, etwa in der Erziehung, der Medizinethik oder der feministischen Ethik. Dabei wird allerdings der Begriff der Autonomie häufig auf die Fähigkeit zur Selbstbestimmung, also auf eine empirische, externe Freiheit von Zwang, verkürzt. Bei Kant hingegen ist die Fähigkeit zur Selbstgesetzgebung die innere Freiheit, sich im Zuge von Reflexionen Maximen zu setzen, die unabhängig von Interessen, Neigungen und Begierden sind.

#### Die Formel des Reichs der Zwecke
Das Reich der Zwecke ist „die systematische Verbindung verschiedener vernünftiger Wesen durch gemeinschaftliche Gesetze“. (433) Das Reich der Zwecke ist ein „wohlkoordinierter Zustand subjektiver Zwecksetzungen“, dessen Mitglieder der Selbstgesetzgebung fähig sind und diese auch befolgen. Mit der neuen Formel erweitert Kant den Horizont der Vorstellung vom KI über das Subjekt hinaus. Implizit ist der Gedanke bereits in der SF enthalten, da diese sich auf alle vernünftigen Wesen als Zweck an sich richtet. Auch in der AF führt die Verallgemeinerung zu der Einsicht, dass die Selbstgesetzgebung nicht nur für die eigene Person gilt, sondern auch, wenn man nicht in Widersprüche geraten will, für alle anderen vernünftigen Personen anerkannt werden muss.
„die vernünftige Natur existiert als Zweck an sich selbst. So stellt sich notwendig der Mensch sein eignes Dasein vor; so fern ist es also ein subjektives Prinzip menschlicher Handlungen. So stellt sich aber auch jedes andere vernünftige Wesen sein Dasein, zufolge eben desselben Vernunftgrundes, der auch für mich gilt, vor, also ist es zugleich ein objektives Prinzip, woraus, als einem obersten praktischen Grunde, alle Gesetze des Willens müssen abgeleitet werden können.“ (429)
Das Reich der Zwecke ist eine intelligible Welt (mundus intelligibilis), nur fiktiv, etwas Gedachtes, das als Ideal niemals vollständig verwirklicht werden kann. Würde das Reich der Zwecke in einer idealen Welt wirklich werden, würden alle Menschen gemäß der Vernunft handeln und es bedürfte keiner Ethik. Im Reich der Zwecke wird von den jeweils individuellen Interessen abgesehen. Mitglieder des Reichs der Zwecke sind selbst zwecksetzende vernünftige Wesen, die sich zugleich gegenseitig als Zweck an sich begreifen. Die Glieder im Reich der Zwecke verwirklichen sich selbst, wenn sie der Vernunft folgen. Jedes vernünftige Wesen ist deshalb zugleich Untertan, insofern es der Zweck eines jeden anderen ist, und auch Oberhaupt, als es autonom die Gesetze bestimmt, die allerdings die Anerkennung der anderen vernünftigen Wesen als Zweck an sich beinhalten müssen. (433)
Durch die Erweiterung der Betrachtung des KI auf die Gemeinschaft der vernunftfähigen Wesen wird der Handlungsrahmen noch einmal eingeschränkt. Denn die moralische Pflicht beruht nach Kant „bloß auf dem Verhältnisse vernünftiger Wesen zu einander, in welchem der Wille eines vernünftigen Wesens jederzeit zugleich als gesetzgebend betrachtet werden muß, weil es sie sonst nicht als Zweck an sich selbst denken könnte“ (434) Maximen, die zwar aus subjektiver Sicht mit den Kriterien des KI aus den vorhergehenden Formeln übereinstimmen könnten und kohärent sind, können im Reich der Zwecke unzulässig sein, wenn sie nicht mit den vernünftigen und kohärenten Zwecken der anderen Glieder übereinstimmen. Günther Patzig entwickelt etwa ein Universalisierungsprinzip der zweiten Stufe, das das Prinzip der Solidarität fordert, „denn man kann vernünftigerweise nur dann erwarten, daß alle Mitglieder eines Gemeinwesens den Grundsätzen, nach denen die Gesellschaft leben soll, zustimmen werden, wenn zu den Grundsätzen auch dieser gehört, daß jeder Leistungsfähige dazu verpflichtet ist, schlechter gestellten Mitgliedern der Gesellschaft soweit zu helfen, daß wenigstens ihre primären Bedürfnisse befriedigt werden können.“ Auf ähnliche Weise leitet Patzig auch die Verantwortung für künftige Generationen her: „Das Vernunftprinzip selbst macht uns klar, daß wir, die wir selbst nicht wünschen können, auf einer durch Raubbau verödeten, dazu vergifteten Müllhalde zu leben, ebendeshalb auch verpflichtet sind, unseren Nachkommen, soweit es an uns liegt, eine solche extreme Situation zu ersparen.“

#### Die Würde des Menschen
Die Forderung, den Menschen stets auch als Zweck zu behandeln (SF) und das Prinzip der Wechselseitigkeit in der RF führen zu der Einsicht in die Würde eines jeden vernünftigen Wesens. Aus Achtung vor jeder anderen Person folgt deren Würde als objektives Gesetz.
„Und was ist es denn nun, was die sittlich gute Gesinnung oder die Tugend berechtigt, so hohe Ansprüche zu machen? Es ist nichts Geringeres als der Antheil, den sie dem vernünftigen Wesen an der allgemeinen Gesetzgebung verschafft und es hiedurch zum Gliede in einem möglichen Reiche der Zwecke tauglich macht, wozu es durch seine eigene Natur schon bestimmt war, als Zweck an sich selbst und eben darum als gesetzgebend im Reiche der Zwecke, in Ansehung aller Naturgesetze als frei, nur denjenigen allein gehorchend, die es selbst giebt und nach welchen seine Maximen zu einer allgemeinen Gesetzgebung (der es sich zugleich selbst |unterwirft) gehören können. Denn es hat nichts einen Werth als den, welchen ihm das Gesetz bestimmt. Die Gesetzgebung selbst aber, die allen Werth bestimmt, muß eben darum eine Würde, d. i. unbedingten, unvergleichbaren Werth, haben, für welchen das Wort Achtung allein den geziemenden Ausdruck der Schätzung abgiebt, die ein vernünftiges Wesen über sie anzustellen hat. Autonomie ist also der Grund der Würde der menschlichen und jeder vernünftigen Natur.“ (435/436)
Kant schwenkt in dieser Passage der GMS erneut (wie bei der Erläuterung zur SF) um von der Frage, wie man moralisch handeln soll, welches Handeln richtig ist, zu der Frage, was an sich wertvoll ist. Der Kategorische Imperativ wird damit von einer Handlungsregel zu einem Wertmaßstab, der sich aus der Idee der Autonomie, der Bedeutung der Person als Zweck an sich und der Zusammenstimmung aller vernünftigen Wesen im Reich der Zwecke ergibt. Weil die vernünftige Person niemals nur Mittel sein darf, hat sie einen absoluten und nicht nur einen relativen Wert.
„Im Reiche der Zwecke hat alles entweder einen Preis, oder eine Würde. Was einen Preis hat, an dessen Stelle kann auch etwas anderes, als Äquivalent, gesetzt werden; was dagegen über allen Preis erhaben ist, mithin kein Äquivalent verstattet, das hat eine Würde.
Was sich auf die allgemeinen menschlichen Neigungen und Bedürfnisse bezieht, hat einen Marktpreis; das, was, auch ohne ein Bedürfnis vorauszusetzen, einem gewissen Geschmacke, d.i. einem Wohlgefallen am bloßen zwecklosen Spiel unserer Gemütskräfte, gemäß ist, einen Affektionspreis; das aber, was die Bedingung ausmacht, unter der allein etwas Zweck an sich selbst sein kann, hat nicht bloß einen relativen Wert, d.i. einen Preis, sondern einen innern Wert, d.i. Würde.“ (435)
Der unmittelbare Zusammenhang zur Autonomieformel ergibt sich aus folgender Aussage Kants: „Nun folgt hieraus unstreitig: daß jedes vernünftige Wesen [SF:] als Zweck an sich selbst sich in Ansehung aller Gesetze, denen es nur immer unterworfen sein mag, zugleich [AF:] als allgemein gesetzgebend müsse ansehen können, weil eben diese Schicklichkeit seiner Maximen zur allgemeinen Gesetzgebung es als Zweck an sich selbst auszeichnet, imgleichen daß dieses seine Würde (Prärogativ [=Vorrecht]) vor allen bloßen Naturwesen es mit sich bringe, […]“ (438)
In der Rechtsprechung des Bundesverfassungsgerichts wird die Menschenwürde mit der Selbstzweckformel des KI verknüpft: „Der Satz ‚der Mensch muß immer Zweck an sich selbst bleiben‘ gilt uneingeschränkt für alle Rechtsgebiete.“ (BVerfGE 45, 187, 228 vom 21. Juni 1977) Dieser unmittelbare Zusammenhang ist in der GMS nicht zu finden. Kant entwickelt sein Konzept der Würde erst, nachdem er nach der SF auf die AF und die RF eingegangen ist. Man kann also das Konzept der Würde entweder auf die letzten Formeln oder auf den KI insgesamt beziehen.
Die verschiedentlich vorzufindende These „Die Zugehörigkeit zur Gattung Mensch genügt, daß man auf die volle Achtung der Menschenwürde Anspruch hat“ ist in der GMS nicht zu belegen. Nach Kant können nur Personen, und das sind allein vernunftfähige Wesen, Anspruch auf Achtung erheben. Dies führt zu dem Problem, dass alle nicht-vernünftigen Wesen als Objekt der Moral von der Achtung ausgeschlossen sind, weil das kantische Moralprinzip egalitär wechselseitig konstruiert ist. Damit sind etwa Embryonen, Kleinstkinder, aber auch geistig stark Behinderte oder dauerhaft im Koma liegende Personen vom Anspruch als Zweck an sich selbst und nicht nur als Mittel behandelt zu werden, ausgeschlossen. Das gleiche Problem trifft auch die Diskursethik von Jürgen Habermas, die Theorie der Gerechtigkeit von John Rawls oder den Kontraktualismus von Thomas M. Scanlon. Dieses ist ein Ergebnis, das systematisch nicht zu vermeiden ist, wenn man eine Ethik auf dem Prinzip der Gegenseitigkeit aufbaut. Aus dieser Problematik ergibt sich, dass viele Fragen der Bioethik (etwa das Thema Abtreibung oder die Embryonenforschung) nicht über die Selbstzweckformel zu lösen sind, sondern nur über die Verallgemeinerung gemäß der Grundformel und über das Prüfkriterium des „Wollen-Könnens“.

### Übergang von der Metaphysik der Sitten zur Kritik der reinen praktischen Vernunft
In den ersten beiden Abschnitten hat Kant die Grundbegriffe seiner Moralphilosophie analytisch „nur“ erläutert. Die Untersuchung, ob die Geltung der Begriffe des guten Willens, der Pflicht und der Autonomie auch materiell begründet werden kann, soll nun im dritten Abschnitt der GMS angegangen werden. Kant gliedert den dritten Abschnitt durch fünf Überschriften, die zum Teil zugleich die von ihm vertretenen philosophischen Thesen kennzeichnen. Jeder Abschnitt endet mit einer bis dahin nicht gelösten Frage, die den jeweils nächsten Abschnitt vorbereitet.
„1. Der Begriff der Freiheit ist der Schlüssel zur Erklärung der Autonomie des Willens“ (446)
Ohne die Vorstellung der Freiheit hat man überhaupt nicht die Möglichkeit, eine Idee des eigenständigen Handelns aus Gründen zu entwickeln. Die Behauptung, dass der Mensch in seinem Denken nicht frei sei, ist selbst ein Urteil, das nur unter dem Gedanken der Freiheit begründet werden kann und damit selbstwidersprüchlich ist. Diese Kausalität der Freiheit ist mit der Kausalität der Natur vergleichbar, aber von ihr unabhängig. Ein Wille ohne eine solche Gesetzlichkeit ist schon als Begriff überhaupt nicht denkbar. Weil die Naturgesetze nicht unmittelbar auf den Willen Einfluss ausüben können, ist der Wille sein eigener Gesetzgeber, also autonom, denn er erhält keinen äußeren Anstoß. Diese Freiheit von der Naturnotwendigkeit bezeichnet Kant als negative Freiheit. Der freie Wille hat eine eigene Spontaneität und eine eigene Art von Kausalität, weil er eigenständig Wirkungen in der Welt erzeugen kann. Er ist ein unabhängiger Ausgangspunkt von Veränderungsprozessen in der Welt. Dabei ist der Wille nicht mit der Wahlfreiheit gleichzusetzen, denn der rein vernünftige Wille führt zum Sittengesetz, das gerade keine Willkür beinhaltet. Eine solche Freiheit, die Fähigkeit sich eigene vernünftige Regeln zu schaffen, ergibt erst die positive Freiheit, die Kant mit der reinen praktischen Vernunft gleichsetzt und als Autonomie bezeichnet. Die Wahlfreiheit ist Ausdruck des Konflikts zwischen den auf Naturgesetzen beruhenden Neigungen und dem Sollen aus dem rein vernünftigen Willen. Dies wird beschrieben mit der Kurzformel „Du kannst, denn du sollst“.
„2. Freiheit muss als Eigenschaft des Willens aller vernünftigen Wesen vorausgesetzt werden.“ (447)
Die Existenz der Freiheit muss aus dem Bestehen moralischer Gebote geschlossen werden. Denn moralische Gebote setzen die Idee der Freiheit voraus. Ohne eine solche Idee der Freiheit wären sie sinnlos. Kant behauptet nicht, dass es Freiheit objektiv gibt. Er verweist nur darauf, dass es ein Widerspruch wäre, wenn man annimmt, dass man moralisch handeln kann und zugleich davon ausgeht, dass die reine praktische Vernunft nicht unabhängig von Naturkausalität ist. Da moralische Gebote in der reinen Vernunft ihren Ursprung haben, muss die Annahme der Freiheit für alle vernünftigen Wesen und nicht nur für den Menschen gelten. Hierdurch wird die Allgemeinheit und Notwendigkeit moralischer Gebote, mithin des Kategorischen Imperativs, bestätigt. Dies ist allerdings immer noch kein Beweis dafür, dass es Freiheit objektiv gibt. Die Idee der Freiheit ist für ein vernünftiges Wesen, das praktisch handelt, nur denknotwendig.
„3. Von dem Interesse, welches den Ideen der Sittlichkeit anhängt.“ (448)
Wenn man Freiheit nicht beweisen kann, stellt sich angesichts der umfassenden Naturkausalität die Frage, ob moralische Gesetze für ein vernünftiges Wesen überhaupt gelten. Hier könnte sich eine Antwort aus der Metaphysik ergeben – etwa Moral als Gebot Gottes oder als Naturgesetz. Der Skeptiker würde zudem fragen, warum man überhaupt moralische Gesetze akzeptieren soll. Kant untersucht diese Frage nicht, weil er davon ausgeht, dass jeder mit Vernunft begabte Mensch auch einsehen kann, dass moralisches Handeln aus der Vernunft heraus begründet ist. Wer sich aus Egoismus oder anderen Neigungen bewusst gegen die Vernunft stellt, handelt unvernünftig und ist dann auch nicht mit Argumenten der Vernunft zu überzeugen. Kein Moralsystem kann einen A-Moralisten zwingen, moralische Verpflichtungen zu akzeptieren. Das Interesse am moralischen Standpunkt entsteht erst, wenn man den moralischen Standpunkt schon eingenommen hat. Aber das und auch ein natürliches Streben nach Glückswürdigkeit ist kein Beweis dafür, dass das moralische Gesetz gilt. Kant setzt dagegen:
„Als ein vernünftiges, mithin zur intelligiblen Welt gehöriges Wesen kann der Mensch die Kausalität seines eigenen Willens niemals anders als unter der Idee der Freiheit denken. […] Mit der Freiheit ist nun der Begriff der Autonomie unzertrennlich verbunden, mit diesem aber das allgemeine Prinzip der Sittlichkeit, welches in der Idee allen Handlungen vernünftiger Wesen ebenso zum Grunde liegt, als das Naturgesetz allen Erscheinungen.“ (452/453)
Kant verweist darauf, dass es möglicherweise zu einem „Verdacht eines Zirkels“ (433) kommt, in dem die Vorstellung der Freiheit zu ihrer eigenen Begründung herangezogen wird, so dass die ganze Konzeption der GMS unbegründet bliebe. Aus dem Zirkel kommt man nur heraus, wenn man sich als nicht nur den Kausalgesetzen unterworfen denkt, sondern auch als Glied der Verstandeswelt versteht. Diese Verstandeswelt darf man sich nicht sinnlich erfahrbar vorstellen. Die Verstandeswelt ist die Sphäre der Vernunft, in der man über sinnlich Erfahrbares hinausgehen und unabhängige Ideen – so auch „die Autonomie des Willens, samt ihrer Folge der Moralität“ (453) – entwickeln kann. Man gehört nicht nur einer sinnlichen, sondern auch einer intelligiblen Welt an. Der Mensch ist also in der Lage, zugleich zwei Standpunkte einzunehmen. Als Glied der Verstandeswelt muss man sich „als a priori wirkende Ursache denken.“ (450) Dies bedeutet „eine Unabhängigkeit von den bestimmenden Ursachen der Sinnenwelt.“ (452) Diese Unabhängigkeit schließt auch die mögliche Lösung der Handlungen von moralpsychologischen Einflüssen ein. Woher das Interesse an der Moral aber kommt, bleibt weiterhin nicht erklärt.
„4. Wie ist ein kategorischer Imperativ möglich?“ (453)
Nachdem Kant in den ersten drei Abschnitten von GMS III Vorüberlegungen zur Deduktion der Möglichkeit des KI angestellt hat, zieht er nun die Schlussfolgerungen. Mit Deduktion (447) meint Kant keinen logisch formalen Schluss, sondern – eher juristisch gedacht – eine Herleitung aus festgestellten Tatsachen.
1. Der Mensch erfährt sich als mit Vernunft ausgestattetes Wesen. Dies kann er ohne Selbstwiderspruch nicht bestreiten.
2. Weil es keine Vorstellung der praktischen Vernunft ohne Freiheit gibt, muss der freie Wille, d. i. die Autonomie des Menschen angenommen werden. Jeder bewussten Handlung liegt eine Entscheidung zugrunde.
3. Als Mitglied der Verstandeswelt kann der Mensch einen Willen bilden, der eine eigene Ursache von Handlungen ist. Die Wahl der praktischen Vernunft legt die Handlung autonom fest.
4. Weil der Mensch zugleich Mitglied der Sinnenwelt ist, unterliegt er ebenso der Naturkausalität und damit seinen Begierden und Neigungen.
5. Wäre der Mensch ein reines Verstandeswesen, würde er nur moralisch gut handeln; wäre er ein reines Sinnenwesen, würde er ausschließlich triebgesteuert sein.
6. Weil die Verstandeswelt auf die Sinnenwelt reflektieren kann, kann sie auf die Bedürfnisse und Neigungen Einfluss nehmen und Regeln setzen, denen sich der Mensch aus Freiheit unterwerfen kann. „Das moralische Sollen ist also eigenes notwendiges Wollen als Gliedes einer intelligiblen Welt und wird nur so fern von ihm als Sollen gedacht, als er sich zugleich wie ein Glied der Sinnenwelt betrachtet.“ (455) Der auf die Praxis gerichtete vernünftige Wille wird so zum Gesetzgeber des Handelns.
7. Als vernünftiges und autonomes Wesen muss der Mensch das Sittengesetz (die Pflicht zu handeln nach dem, was er als gut erkennt) anerkennen. Die begriffliche Form des Sittengesetzes ist der Kategorische Imperativ.

Ein Problem dieses Verhältnisses liegt darin, dass der Mensch sich im praktischen Handeln nicht konsequent nach der Verstandeswelt richtet, sondern oftmals den Neigungen nachgibt. Es ist das Problem der Willensschwäche (Akrasia), deren Bedeutung bereits seit der Antike diskutiert wird.
„5. Von der äußeren Grenze aller praktischen Philosophie“ (455)
Weil die Freiheit als Idee der Vernunft über die Erfahrung hinausgeht, sind auch die Maximen als Handlungsgrundsätze nicht erfahrbar. Der Gegensatz (die Dialektik) von Kausalität und Freiheit (455) ist in der theoretischen Philosophie nicht lösbar. Der Mensch kann sich in der Verstandeswelt frei denken, ist aber als Erscheinung in der Sinnenwelt der Naturkausalität unterworfen. Freiheit ist dennoch der Seinsgrund der moralischen Autonomie. Allerdings kann der Grund für die moralische Motivation nicht aus der Erfahrung abgeleitet werden. Das Wissen um die Grenzen der reinen Vernunft führt zum Verzicht auf einen spekulativen Einsatz der praktischen Vernunft, deren Wirkungskraft als gegeben angenommen werden muss. In der Kritik der praktischen Vernunft (§ 7, AA V 43–50) prägt Kant hierzu das Philosophem vom „Faktum der Vernunft“.

## Rezeption

### Überblick
Die wesentlichen Kritiken an Kants Ethik sind bereits bis Mitte des 19. Jahrhunderts formuliert worden. Es sind dies insbesondere der Widerspruch von Pflicht und Neigung und der damit verbundene Rigorismus (Schiller), der Vorwurf der inhaltlich leeren Form und der Subjektivität (der moralischen Innerlichkeit) (Hegel), der fehlenden Begründung der Moral (Schopenhauer), der fehlenden positiven Impulse auf das Handeln (Feuerbach),
der rein individualistischen Ethik ohne Berücksichtigung der gesellschaftlichen Verhältnisse (Marx/Engels) oder der fehlenden Rücksichtnahme auf die moralische Einstellung (Trendelenburg).
Auf der anderen Seite sind insbesondere im 20. Jahrhundert eine Reihe von moralphilosophischen Entwürfen vorgelegt worden, durch die die Ethik Kants entweder fortentwickelt oder in konkurrierende Systeme integriert werden soll. Besondere Bedeutung haben hierbei die Diskursethik (Karl-Otto Apel, Jürgen Habermas) und die Theorie der Gerechtigkeit (John Rawls) erlangt, die sich beide als eine Fortentwicklung der Gedanken Kants verstehen. Den Versuch, über das Prinzip der Verallgemeinerung eine größere Nähe zwischen Kant und dem Utilitarismus herzustellen, haben Marcus G. Singer und Richard Mervyn Hare unternommen. In jüngerer Zeit hat Derek Parfit ein Konzept einer Moralphilosophie vorgestellt, in dem er ein Zusammenwirken der Ideen des Kontraktualismus, des Utilitarismus und der kantischen Ethik entwickelt. Andererseits steht der Neoaristotelismus wie ihn etwa Alasdair MacIntyre, Philippa Foot oder Martha Nussbaum in den USA oder Robert Spaemann in Deutschland vertreten, Kant ganz im Sinne Trendelenburgs kritisch gegenüber.
Auf die Kritik Schillers, der eine hohe Wertschätzung für Kant hatte, dass reine Rationalität für die Moral nicht ausreichend sei, sondern dass Sinnlichkeit und Vernunft, Pflicht und Neigung in Harmonie gebracht werden müssen, bestätigt Kant noch selbst in der Religionsschrift (AA VI 23f. Fußnote), dass es besser ist mit echter Freude seine Pflicht zu tun, jedoch könne der Neigung als Ergebnis kein Einfluss auf die Pflicht eingeräumt werden, denn für diese gilt die unbedingte Notwendigkeit. Natürliche Neigungen sind an sich gut, d.i. unverwerflich, und es ist nicht allein vergeblich, sondern es wäre auch schädlich und tadelhaft, sie ausrotten zu wollen; man muß sie vielmehr nur bezähmen, damit sie sich untereinander nicht ausrotten, sondern zur Zusammenstimmung in einem Ganzen, Glückseligkeit genannt, gebraucht werden können. (AA VI 45).
Hegel hält Kant leeren Formalismus vor, der keine Aussagen zum materialen Gehalt der Moral macht. Dabei übersieht Hegel, dass bereits in der Menschheitsformel die Menschenwürde zum objektiven Maßstab wird. Auch ist der Kategorische Imperativ ja nur der Prüfstein für die Maximen, deren materialer Gehalt an einem objektiven Kriterium zu messen ist.
Schopenhauers Argument gegen die Pflichtenethik Kants besagt, dass das von ihm so interpretierte bedingungslose Sollen ein Ersatz für die Gebote Gottes sei und damit Kant eine Sittenlehre in der Logik der christlichen Tradition vorhält. Diese Position findet sich auch in der neueren Diskussion. Bedingungslos ist es insofern nicht, als für Kant moralisches Verhalten absichtsvoll „pflichtgemäß“ und „aus Pflicht“ geschieht. Schopenhauer setzt in der Moral auf das Mitleid, wogegen Kant sich verwehren würde, da er Gefühle als Grundlage einer Moral für inakzeptabel hält, da man sich bei ihnen einfach irren kann. Kant schließt das Werk mit der Formulierung des Problems, weswegen man überhaupt moralisch handeln sollte: Und so begreifen wir nicht die praktische unbedingte Notwendigkeit des moralischen Imperativs, wir begreifen aber doch seine Unbegreiflichkeit, welches alles ist, was billigermaßen von der Philosophie, die bis zur Grenze der menschlichen Vernunft in Prinzipien strebt, gefordert werden kann. (BA 128)
Siehe auch die Reaktionen auf Kants Aufsatz: Über ein vermeintes Recht aus Menschenliebe zu lügen

### Einzelkritiken

#### Hegel
Hegel hat sich schon früh und im Verlauf seines Werks immer wieder kritisch mit der kantischen Ethik auseinandergesetzt. Aufgrund eines Manuskripts aus dem Jahr 1798, in dem Hegel die Metaphysik der Sitten kommentiert, stellt der frühe Biograph Karl Rosenkranz fest: „Er strebte hier schon, die Legalität des positiven Rechts und die Moralität der sich selbst als gut und böse wissenden Innerlichkeit in einem höheren Begriff zu vereinigen, den er in diesen Kommentaren schlechthin Leben, später Sittlichkeit nannte. Er protestierte gegen die Unterdrückung der Natur bei Kant und gegen die Zerstückelung des Menschen in die durch den Absolutismus des Pflichtbegriffs entstehende Kasuistik.“ In den Fragmenten „Der Geist des Christentums und sein Schicksal“ setzt Hegel die Vorstellung eines ganzheitlichen Lebens bei Christus, in der sowohl Gesetz als auch Neigung in einer lebendigen Fülle zusammenwirken, der so von ihm gelesenen Trennung von Gesetz und Neigung bei Kant entgegen. Das Gesetz (die Pflicht) bei Kant verdrängt das Leben durch den Begriff und setzt es in die Allgemeinheit, die der Besonderheit des Individuums entgegensteht, wodurch das Leben zerrissen wird. Der von Kant entworfene Zwangscharakter des Sittengesetzes führt dazu, dass der Mensch nicht wirklich frei ist. Seine Pflichten erscheinen ihm als etwas Äußeres, dem er sich unterwerfen muss. In einer kurzen Formel: „Die Liebe spricht kein Sollen aus“ […] „Erst durch die Liebe wird die Macht des Objektiven gebrochen.“ Kant selbst hat in der GMS den entscheidenden Einwand gegen diesen Punkt formuliert. Für ihn können Mitleid oder Liebe zwar ein Motiv für moralisches Handeln sein, aber keine Begründung. „Denn Liebe als Neigung kann nicht geboten werden, aber Wohlthun aus Pflicht selbst, wenn dazu gleich gar keine Neigung treibt, ja gar natürliche und unbezwingliche Abneigung widersteht, ist praktische und nicht pathologische Liebe, die im Willen liegt und nicht im Hange der Empfindung, in Grundsätzen der Handlung und nicht schmelzender Theilnehmung; jene aber allein kann geboten werden.“ (399)
In seinem Aufsatz über die wissenschaftlichen Behandlungsarten des Naturrechts (1802/1803) setzt sich Hegel mit der Formel des Kategorischen Imperativs auseinander. Weil man nach seiner Auffassung jeden subjektiven Zweck als Maxime so formulieren kann, dass er der Form nach als allgemeines Gesetz gedacht werden kann, ist für Hegel das Verfahren des Kategorischen Imperativs ein Anreiz zur Beliebigkeit, so dass Kant Beliebigkeit mit dem sittlich Notwendigen vertausche. Beliebigkeit ist sogar negativ, ein Anreiz zum Verstoß gegen die Sittlichkeit. Entsprechend kommentiert er polemisch:
„Aber die analytische Einheit und Tautologie der praktischen Vernunft ist nicht nur etwas Überflüssiges, sondern in der Wendung, welche sie erhält, etwas Falsches, und sie muß als das Prinzip der Unsittlichkeit erkannt werden.“
Hegels grundlegende Kritik richtet sich darauf, dass die subjektive Bestimmung des Guten angeblich dazu führt, dass es aus der reinen praktischen Vernunft keinen Weg zu einem materialen Maßstab gibt, der das Sittengesetz inhaltlich füllen kann. Man kann etwa eine Maxime haben, dass man das Eigentum achten will, wie man auch eine Maxime aufstellen kann, dass man sich stets gegen jede Form von Eigentum wenden will. Beide Maximen sind für Hegel mit dem KI, der Vorstellung eines allgemeinen Gesetzes, vereinbar. Das Institut des Eigentums muss nach Hegel also bereits existieren, bevor man den KI hierauf anwenden kann. Es ist Teil der gewordenen gesellschaftlichen Ordnung, deren Regeln Hegel als Sittlichkeit bezeichnet. Diese Sittlichkeit ist für ihn die Manifestation des Objektiven Geistes in der Wirklichkeit, die nach seiner Auffassung von Kant ignoriert wird. Hegel hat dabei durchaus den Mechanismus gesehen, dass materielle Gehalte über die Maximen zum Gegenstand des ansonsten formalen KI werden. Sein Vorwurf der inhaltlichen Leere richtet sich gegen den nur aus der reinen Vernunft gebildeten Begriff des guten Willens. Aus diesem kann man nach seiner Auffassung keinen objektiven Maßstab herleiten, der nicht durch einen empirischen Gehalt, bei Hegel eben die Sittlichkeit, seinen materialen Grund bereits mitbringt. Gegen Hegels Beispiel zum Eigentum könnte ein Kantianer nun einwenden, dass es wohl denkbar ist, dass ein jeder der Maxime folgt, dass es kein Eigentum geben solle, dass man diese Maxime aber kaum wollen kann. Denn wer würde überhaupt noch Vermögen bilden, wenn er jederzeit um die Früchte seiner Arbeit gebracht werden könnte. Im Übrigen übergeht Hegel, dass Kant das Institut des Eigentums in der Rechtslehre „als Erlaubnisgesetz der praktischen Vernunft“ (MSR AA VI 247–247) aus der Rechtlichkeit der äußeren Freiheit abgeleitet hat.
Allgemein wird Hegel vorgeworfen, den „Verfahrenslogischen Formalismus“ Kants mit einem logischen Formalismus zu verwechseln. Hierzu merkt Jürgen Habermas zur Verteidigung der Diskursethik, die ja Kant folgend auch eine Verfahrensethik ist, ergänzend an:
„Weder Kant noch die Diskursethik setzen sich dem Einwand aus, daß sie wegen der formalen bzw. prozeduralen Bestimmung des Moralprinzips nur tautologische Aussagen erlauben. Diese Prinzipien fordern nämlich nicht nur, wie Hegel fälschlich unterstellt, logische oder semantische Konsistenz, sondern die Anwendung eines substanziell gehaltvollen Gesichtspunktes: Es geht nicht um die grammatische Form von normativen Allsätzen, sondern darum, ob wir wollen können, daß eine strittige Norm unter den jeweils gegebenen Umständen allgemeine Gesetzeskraft erlangt.“

#### Schopenhauer
Schopenhauers erklärte Absicht ist es, Kants Ethik, die seit ihrem Erscheinen immer mehr zur dominierenden Lehre wurde, zu destruieren, um für seine eigene Moral, die Mitleidsethik, Raum zu schaffen. Wie schon Hegel lobt er dabei Kants Argumente gegen den Eudämonismus.
Schopenhauers Argument gegen die Pflichtenethik Kants besagt, dass das von ihm so interpretierte bedingungslose Sollen ein Ersatz für die Gebote Gottes sei und damit Kant eine Sittenlehre in der Logik der christlichen Tradition vorhält. Diese Einschätzung findet sich auch in der neueren Diskussion. Bedingungslos ist es insofern nicht, als für Kant moralisches Verhalten absichtsvoll „pflichtgemäß“ und „aus Pflicht“ geschieht. Es impliziert nach Schopenhauer einen versteckten Egoismus, weil alle Beispiele auf eine Gegenseitigkeit (Reziprozität (Soziologie)) zurückgeführt werden können. In Bezug auf das von Schopenhauer u. a. herangezogene Beispiel der Hilfeleistung kann man dem entgegenhalten, „dass die verallgemeinerte Maxime des Hartherzigen, er mag sich drehen und wenden wie er will, ja nun doch die Fälle, in denen ihm nicht geholfen wird, nicht in Abhängigkeit hält von der Bedingung seines Einverständnisses mit ihr, dass er nämlich gegen Not gesichert sei. Sondern jeder ist nun durch die Maxime befugt, die Hilfe zu versagen, sofern nur er seinerseits gegen Not gesichert ist, ohne Rücksicht auf die Lage dessen, dem die Hilfe versagt wird. Folglich ist in dem Willen, der die Maxime der Hartherzigkeit als Gesetz will, mit Notwendigkeit der Wille mit eingeschlossen, in dem doch nicht an und für sich unmöglichen Falle der eigenen Not im Stich gelassen zu werden, und folglich ist es ein sich selbst widerstreitender Wille.“ Schopenhauer hält Kant zudem vor, dass der Begriff des „Zwecks an sich selbst“ eine Contradictio in adjecto sei, weil ein Zweck immer etwas Gewolltes und nicht etwas schon Existierendes sei. Schopenhauer setzt in der Moral auf das Mitleid, wogegen Kant sich verwehren würde, da er Gefühle als Grundlage einer Moral für inakzeptabel hält, da man sich bei ihnen einfach irren kann. Kant schließt das Werk mit der Formulierung des Problems, weswegen man überhaupt moralisch handeln sollte: Und so begreifen wir nicht die praktische unbedingte Notwendigkeit des moralischen Imperativs, wir begreifen aber doch seine Unbegreiflichkeit, welches alles ist, was billigermaßen von der Philosophie, die bis zur Grenze der menschlichen Vernunft in Prinzipien strebt, gefordert werden kann. (463)
Vittorio Hösle meint zu der im heftigen Ton vorgetragenen Kritik Schopenhauers: „Die berühmteste emotionalistisch vorgetragene Kritik von Kants Ethik, Schopenhauers Mitleidsethik, verrät eine vollkommene Unfähigkeit, die radikale Differenz zwischen der Geltungsfrage, die mit den Gründen, warum etwas gut ist, zu tun hat, und der psychologischen Frage zu fassen, die die Ursachen analysiert, warum jemand moralisch handelt. Schopenhauer hat vielleicht partiell recht in Bezug auf das Motivationsproblem, aber er erfasst nicht das normative Problem. Er setzt einfach voraus, dass ein altruistisches Verhalten moralisch gut sei, und fragt sich dann, welche psychischen Kräfte den Menschen zu einem solchen Verhalten führen. Aber die entscheidende Frage, ob altruistisches Verhalten mehr als eine Dummheit ist, ob es etwas ist, was sein soll, wird von Schopenhauer nicht nur nicht beantwortet, sondern er versteht nicht einmal die Frage.“

#### Feuerbach
Ludwig Feuerbach war zunächst ein Anhänger der kantischen Ethik. Im Zuge der Loslösung von Hegel und den Ideen des Idealismus wurde er aber auch zu einem scharfen Kritiker einer reinen Vernunftethik. Durch den kategorischen Imperativ werde die menschliche Individualität negiert. „Nicht aus Achtung vor dem Gesetz, aus Achtung vor dem Anderen, (wenn auch nicht gerade diesem zufälligen Menschen), vor dem anderen, der mit mir identisch ist, aus Achtung vor dem Menschen also, ist die Identität der Menschen eine absolute. Autonomie ist unnatürlicher Selbstzwang, Selbstnothzucht.“ Sittlichkeit war ihm nun das Ergebnis der Gefühle von Lust und Unlust. Er behauptete „Die Moral ist so gut eine Erfahrungswissenschaft wie die Medizin.“ Feuerbach hatte die Armut und Not der Arbeiter im Frühkapitalismus vor Augen, gegen die die Vernunftethik Kants kein Mittel bot. Deshalb polemisierte er „Der arrogante kategorische Imperativ vom Standpunkte der abstrakten Philosophie ist aber vom Standpunkte der Natur aus nur ein sehr bescheidener frommer Wunsch. Der Imperativ verwandelt die Anthropologie in einen Optativ.“ Feuerbach formulierte aus seiner anthropologisch-materialistischen Perspektive einen eigenen Kategorischen Imperativ: „Hieraus ergibt sich folgender kategorischer Imperativ: Wolle nicht Philosoph sein im Unterschied vom Menschen, sei nichts weiter als ein denkender Mensch; denke nicht als Denker, d. h. in einer aus der Totalität des wirklichen Menschenwesens herausgerissenen und für sich isolierten Fakultät; denke als lebendiges, wirkliches Wesen, […] denke in der Existenz, in der Welt als ein Mitglied derselben, nicht im Vakuum der Abstraktion, als eine vereinzelte Monade, als ein absoluter Monarch, als ein teilnahmsloser, außerweltlicher Gott – dann kannst du darauf rechnen, daß deine Gedanken Einheiten sind von Sein und Denken.“

#### Karl Marx / Friedrich Engels
Für Karl Marx führt die Wirtschaftsform des Kapitalismus zu einer Verdinglichung des Menschen. In seiner (frühen) Kritik der Hegelschen Rechtsphilosophie nutzt er im Grunde die Menschenrechtsformel für eine Forderung, zum Umwerfen aller Verhältnisse, die er Kategorischer Imperativ nennt, die im kantischen Sinne aber eher eine Maxime ist.
„Radikal sein ist die Sache an der Wurzel fassen. Die Wurzel für den Menschen ist aber der Mensch selbst. Der evidente Beweis für den Radikalismus der deutschen Theorie, also für ihre praktische Energie, ist ihr Ausgang von der entschiedenen positiven Aufhebung der Religion. Die Kritik der Religion endet mit der Lehre, daß der Mensch das höchste Wesen für den Menschen sei, also mit dem kategorischen Imperativ, alle Verhältnisse umzuwerfen, in denen der Mensch ein erniedrigtes, ein geknechtetes, ein verlassenes, ein verächtliches Wesen ist.“
Inhaltlich wiederholt Marx seine Kritik der bestehenden Verhältnisse, die mit der Menschheitsformel nicht vereinbar sind, in den Ökonomischen Manuskripten:
„Das Aufnehmen des Arbeitsprozesses als bloßes Moment des Verwertungsprozesses des Kapitals ist auch der stofflichen Seite nach gesetzt durch die Verwandlung des Arbeitsmittels in Maschinerie und der lebendigen Arbeit in bloßes lebendiges Zubehör dieser Maschinerie; als Mittel ihrer Aktion.“
Allerdings betrachten Marx und Engels die kantische Moralphilosophie als Ausdruck eines bürgerlichen Liberalismus, der die bestehenden ungerechten Verhältnisse eher stabilisiert.
„Die charakteristische Form, die der auf wirklichen Klasseninteressen beruhende französische Liberalismus in Deutschland annahm, finden wir wieder bei Kant. Er sowohl wie die deutschen Bürger, deren beschönigender Wortführer er war, merkten nicht, daß diesen theoretischen Gedanken der Bourgeois materielle Interessen und ein durch die materiellen Produktionsverhältnisse bedingter und bestimmter Wille zugrunde lag; er trennte daher diesen theoretischen Ausdruck von den Interessen, die er ausdrückt, machte die materiell motivierten Bestimmungen des Willens der französischen Bourgeois zu reinen Selbstbestimmungen des freien Willens', des Willens an und für sich, des menschlichen Willens, und verwandelte ihn so in rein ideologische Begriffsbestimmungen und moralische Postulate.“
Friedrich Engels nimmt diese Perspektive auf und bezeichnet den Kategorischen Imperativ als ohnmächtig.
„Kurz und gut. Es geht der Feuerbachschen Moraltheorie wie allen ihren Vorgängerinnen. Sie ist auf alle Zeiten, alle Völker, alle Zustände zugeschnitten, und eben deswegen ist sie nie und nirgends anwendbar und bleibt der wirklichen Welt gegenüber ebenso ohnmächtig wie Kants kategorischer Imperativ. In Wirklichkeit hat jede Klasse, sogar jede Berufsart ihre eigne Moral und bricht auch diese, wo sie es ungestraft tun kann, und die Liebe, die alles einen soll, kommt zu Tag in Kriegen, Streitigkeiten, Prozessen, häuslichem Krakeel, Ehescheidung und möglichster Ausbeutung der einen durch die andern.“
Anders sah Ernst Bloch im Kategorischen Imperativ einen Ansatz, gegen die Gegensätze einer Klassengesellschaft zu argumentieren.
„Aber welcher Widerspruch träte gerade in der Willensmaxime auf, wenn ein klassenbewußter Prolet die Maxime seines Willens mit dem Prinzip einer allgemeinen, also auch die Kapitalisten mitumfassenden Gesellschaft und Gesetzgebung verbinden wollte! Der tollste Widerspruch, nämlich im Begriff der Solidarität, würde dadurch erst hervorgerufen; der kategorische Imperativ verhindert also eben sich selbst wegen des klassenegoistisch ganz unmöglichen Prinzips einer allgemeinen sittlichen Gesetzgebung. So ist der kategorische Imperativ in der Klassengesellschaft gerade moralisch unbefolgbar; wäre er befolgbar, so wären die Harmonisierer, mit dem Wohl aller, einschließlich der Kapitalistenklasse, die besten Moralisten. Aber nun — und hier zeigt sich das unentwickelte Licht —: der kategorische Imperativ kann von der Kapitalistenklasse samt den Harmonisierern überhaupt nicht andere als zu ihrem Gericht angerufen werden. Denn keinerlei privater Vorteil auf Kosten der allgemeinen Gesellschaft hat in seiner Maxime und Gesetzgebung ein Recht. Vielmehr wirkt der kategorische Imperativ fast wie ein Optativ, ja wie eine Antizipationsformel hin zu nicht-antagonistischer Gesellschaft, das ist, zu einer klassenlosen, in der überhaupt erst wirkliche Allgemeinheit moralischer Gesetzgebung möglich ist. “
Dabei erscheint Kants praktische Philosophie für Bloch von besonderem Wert, weil Kant in der Moral unablässig die Quelle eines möglichen Fortschritts zum Besseren sah.

#### Trendelenburg
Friedrich Adolf Trendelenburg hält Kant in einer ausführlichen Analyse vor, dass er sich in seinen Überlegungen materiale Ansätze nennt, aber sich nicht mit Aristoteles auseinandersetzt und ihm dadurch ein wesentlicher Ansatz einer eudämonistischen Ethik entgeht, der seiner (Kants) Kritik nicht unterliegt. Der aristotelische Begriff der Vollkommenheit werde bei Kant nicht erfasst, weil Kant sich bei der Bestimmung der inneren Vollkommenheit auf Talent und Geschicklichkeit beschränkt (KpV AA V 41). Kant habe „nicht den inneren Zweck, nicht die Vollendung der mit den eigenen inneren Zwecken einstimmigen menschlichen Natur, welche ihr Mass in sich selbst, in der Idee ihres Wesens hat, vor Augen.“ Kant habe sich nur gegen Konzepte gerichtet, die an die besondere Beschaffenheit der menschlichen Natur anknüpfen. Bei Aristoteles sei aber das Prinzip das Aufsuchen der konkreten Allgemeinheit in der menschlichen Natur, während Kant selbst die formale, aber inhaltsleere Allgemeinheit zum Maßstab mache. Auch Aristoteles lehne die Bestimmung des Guten durch eine externe Größe (Genuss, Erwerb, Reichtum, Ehre, Erkenntnis) oder ein einseitiges Kriterium ab. Das Gute muss für ihn in sich selbst sowohl für den Einzelnen als auch die Gemeinschaft zulänglich sein, denn der Mensch ist ein für die Gemeinschaft gemachtes Wesen (Zoon politikon). Dieses Zulängliche könne man nach Aristoteles nur im ureigenen eigentümlichen Wesen des Menschen finden. Leben und Empfindungen haben auch Pflanzen und Tiere, so dass das Eigentümliche des Menschen nach Aristoteles das tätige Leben nach der Vernunft ist. Ein solches tätiges Leben erreicht die Vortrefflichkeit (Arete), wenn es tugendhaft ist. Bei den Tugenden ist im Weiteren zu unterscheiden zwischen den ethischen Tugenden (virtutes morales), die bloß der Vernunft folgen, und den geistigen Tugenden (virtutes dianoetes), die sich auf das Denken selbst richten und bei denen die Klugheit an höchster Stelle steht. Das tugendhafte Leben vollendet sich erst, wenn es mit einer inneren Haltung, mit Lust, verbunden ist. Aristoteles hat also die Grundlagen des sittlichen Lebens aus der anthropologischen Struktur des Menschen hergeleitet, was Kant strikt ablehnt.
Trendelenburg bestreitet nun die These Kants, dass alle materialen Prinzipien subjektiv und mit Gefühlen der Lust und der Unlust verbunden sind und dem Prinzip von Selbstliebe und Glückseligkeit folgen. Denn die Ethik erreiche ihren höchsten Punkt der Glückseligkeit (Eudämonie) in der Selbstverwirklichung der Vernunft, die sich in einem tugendhaften Leben ausdrückt. Materiale Gehalte sind auch bei Aristoteles nur wertvoll, wenn sie der Vernunft untergeordnet werden. Kants Ziel, eine Ethik für alle vernünftigen Wesen überhaupt und nicht nur für den Menschen zu entwerfen, erscheint Trendelenburg überhöht und einseitig. Auch in der Philosophie des Aristoteles sind die Konzepte des guten Willens und der vernünftigen Notwendigkeit enthalten. Hinzu komme, dass Kant z. B. mit der Selbstzweckformel einen materialen Ansatz in seine Ethik aufgenommen hat. Zudem benötige Kant exogene Tatsachen wie die Postulate der Freiheit und der Existenz Gottes, damit er zu den materialen Gehalten seiner Ethik übergehen kann. Kant verleite sogar selbst zu der Fehleinschätzung Schillers, indem er von der Pflicht als einer „Nöthigung zu einem ungern genommenen Zweck“ spricht. Kant wäre erfolgreicher gewesen, wenn er statt des formal Allgemeinen die Idee des menschlichen Wesens zum Ausgangspunkt seiner Ethik gemacht hätte. Dann wäre es ihm auch mit Aristoteles möglich gewesen, die Lust als Grundlage der sittlichen Charakterbildung in seiner Ethik zu berücksichtigen.

#### Scheler und Heidegger
Grundsätzlich ist Max Scheler der Ansicht, „daß Kant mit vollem Recht jede Güter- und die Zweckethik als von vornherein verfehlt zurückweist.“ Hierzu zählen auch Erfolgsethiken, hedonistische Ethiken oder andere Konzepte, die bloß auf aposteriorischen empirisch-induktivistischen Grundlagen stehen. Schelers Kritik an Kant setzt ihrerseits grundsätzlich an der kantischen Trennung von Vernunft und Sinnlichkeit an.
„Nur eine endgültige Aufhebung des alten Vorurteils, der menschliche Geist sei durch den Gegensatz von ‚Vernunft’ und ‚Sinnlichkeit’ irgendwie erschöpft oder es müsse sich alles unter das eine oder das andere bringen lassen, macht den Aufbau einer a priori-materialen Ethik möglich. Dieser grundfalsche Dualismus, der geradezu zwingt, die Eigenart ganzer Aktgebiete zu übersehen oder zu missdeuten, muß in jedem Betrachte von der Schwelle der Philosophie verschwinden.
Als Phänomenologe kritisiert Scheler, dass Kant seine erkenntniskritische Methode als solche nicht hinterfragt. Für Scheler ist jeder Erkenntnisakt ein phänomenologischer Tatbestand. Und in der phänomenologischen Wesensschau der Erkenntnisakte zeigt sich, dass es nicht nur rationale, sondern auch emotionale Akte der Erkenntnis gibt.
„Was wir also – gegenüber Kant – hier entschieden fordern, ist ein Apriorismus des Emotionalen, und eine Scheidung der falschen Einheit, die bisher zwischen Apriorismus und Rationalismus bestand. ‚Emotionale Ethik’ im Unterschiede von ‚rationaler Ethik’ ist durchaus nicht notwendig ‚Empirismus’ im Sinne eines Versuches, die sittlichen Werte aus der Beobachtung und Induktion zu gewinnen. Das Fühlen, das Vorziehen und Nachsetzen, das Lieben und Hassen des Geistes hat seinen eigenen apriorischen Gehalt, der von der induktiven Erfahrung so unabhängig ist wie die reinen Denkgesetze. Und hier wie dort gibt es eine Wesensschau der Akte und ihrer Materien, ihrer Fundierung und ihrer Zusammenhänge. Und hier wie dort gibt es ‚Evidenz’ und strengste Exaktheit der phänomenologischen Feststellung.“
Zum erkenntnistheoretische Konzept Kants, nach dem die blinden, ungeordneten (chaotischen) Anschauungen erst durch den Verstand geordnet werden, meint Scheler: „… diese Haltung kann ich nur mit den Worten einer ganz ursprünglichen 'Feindseligkeit' zu oder auch mit 'Mißtrauen' in alles 'Gegebene' als solches, Angst und Furcht vor ihm als dem 'Chaos' bezeichnen“.
Apriori ist für Scheler nicht nur die reine Vernunft, sondern auch ein ursprüngliches Wertfühlen, das neben dem Denken steht und vorrangig zur Wahrnehmung ist. Der phänomenologische Zugang zu den Werten ist nicht normativ, sondern ein deskriptiver Vorgang, der auf intuitiver Erfahrung beruht. Mit diesem Ansatz kann Scheler das ganze Konzept Kants einschließlich des kategorischen Imperativs nicht mehr akzeptieren. So kritisiert er, dass der Bestimmungsgrund des Handelns bei Kant allein im Subjekt liege. Dabei negiert er, dass für Kant nicht der einzelne Mensch, das konkrete Subjekt, sondern alle rationale Wesen als solche den Bezugspunkt bilden. Die von Kant formulierte Pflicht nennt Scheler einen Zwang nicht nur gegen individuelle Neigungen, sondern sogar auch gegen Einsichten. In Kants Pflichtbegriff liege gleichsam ein blindes inneres Kommando, so dass die Pflicht nur einen wesentlichen einschränkenden und negativen Charakter habe. Zudem äußert Scheler die Auffassung, dass nicht nur das Pflichtbewusstsein maßgeblich ist, sondern „eine nicht minder hohe Bedeutung steht auch dem Anhören der Befehle der Autorität und der Zuwendung zu dem zu, was die Tradition sagt.“
Das Gefühl der Achtung für das Gesetz beurteilt Scheler rein formal:
„Ein Gesetz aber achten, weil es ein Gesetz ist, ist etwas, das in strenger Reinheit nie ein fühlendes Wesen bewegen kann und nie bewegt hat. Sonst müßte ja jedes Naturgesetz, z. B. das Ohmsche Gesetz, auch ‚Achtung’ erheischen.“
Indem Scheler die Achtung fürs Gesetz bei Kant rein formal interpretiert, übersieht er, das Kant hier explizit eine Brücke zur Welt des Gefühls herstellt, wenn auch die Achtung „nur“ ein „vernunftgewirktes“ Gefühl ist. Scheler hält Kant vor, dass er die Gefühle der Liebe und Freude aus der Ethik ausgeschlossen hat. Liebe, die für Scheler maßgeblich für das ethische Streben ist, wird bei Kant als sittlicher Wert ausgeschlossen, weil sie nicht geboten werden kann. Scheler spricht hier von „ödestem Moralismus“. Scheler ignoriert bei seiner Kritik Kants Metaphysik der Sitten, in der dieser die Anwendung seines Grundprinzips der Ethik darstellt und in der die Nächstenliebe eine zentrale Position einnimmt.
Entgegen Scheler schätzt Martin Heidegger die Analyse Kants zum Gefühl der Achtung positiv ein: „Kants Interpretation des Phänomens der Achtung ist wohl die glänzendste phänomenologische Analyse des Phänomens der Moralität“. Entsprechend ist er der Auffassung, „dass Schelers Kritik an der Kantischen Ethik im „Formalismus in der Ethik und die materiale Wertethik“ von Grund aus verfehlt ist.“ Die Idee einer Wertethik (Scheler, aber auch bei Nicolai Hartmann) lehnte Heidegger ab: „Die Sittlichkeit des Handelns besteht nicht darin, daß ich einen sogenannten Wert verwirkliche, sondern daß ich wirklich will, d.h. mich entscheide, in der Entschiedenheit will, d.h. die Verantwortung auf mich nehme und in dieser Übernahme existent werde.“ Heidegger gibt eine eigene Formulierung des Kategorischen Imperativs:
„Der Kategorische Imperativ besagt also: Sei in deinem Handeln jederzeit zugleich, d.h. zuerst, wesentlich in deinem Wesen.“
und erläutert: „Das Wesen der Person ist diese Selbstverantwortlichkeit: sich an sich selbst, nicht egoistisch und in bezug auf das
zufällige Ich, binden.“ Heideggers Formulierung ist noch abstrakter als die Kants und insbesondere auf sich selbst bezogen. Der Andere (die Menschheit) kommt hierbei nicht unmittelbar in den Blick.

#### Kritische Theorie

##### Horkheimer
Max Horkheimer war mit der kantischen Philosophie gut vertraut. Sowohl seine Dissertation als auch seine Habilitation hatte er über die Kritik der Urteilskraft als Verbindung zwischen theoretischer und praktischer Philosophie geschrieben. Zu Kants Moralphilosophie war er aber kritisch eingestellt, weil er diese als individualistisch sah, die die gesellschaftlichen Verhältnisse nicht berücksichtigt.
„Der kategorische Imperativ stößt[…] in dieser Gesellschaft von isolierten Einzelnen auf die Unmöglichkeit, sinnvoll verwirklicht zu werden. Die Veränderung dieser Gesellschaft ist daher seine notwendige Konsequenz. Mit ihr müßte auch eben dieser Einzelne, an den der Imperativ sich wendet und in dessen Formung er sein einziges Ziel zu haben scheint, verschwinden.“
Für Max Horkheimer bedeutet Kritische Theorie „keine spezifische Instanz für sich als das mit ihr selbst verknüpfte Interesse an der Aufhebung des gesellschaftlichen Unrechts“.
In der Dialektik der Aufklärung erhebt er gemeinsam mit Theodor W. Adorno den Vorwurf, dass der Kategorische Imperativ als reiner Formalismus zu beliebigen Inhalten führen und deshalb im Sinne einer rein instrumentellen Vernunft eingesetzt werden kann:
„Aber die sittlichen Kräfte sind ja Kant zufolge nicht weniger neutrale Triebe und Verhaltensweisen als die unsittlichen, in die sie auch sogleich umschlagen, wenn sie anstatt auf jene verborgene Möglichkeit [der Selbstbestimmung] auf die Versöhnung mit der Macht gerichtet sind.“
Da die Vernunft „inhaltliche Ziele als Macht der Natur über den Geist, als Beeinträchtigung ihrer Selbstgesetzgebung entlarvt, steht sie formal wie sie ist, jedem natürlichen Interesse zur Verfügung. Das Denken wird völlig zum Organ, es ist in die Natur zurückversetzt“.
„Wenn alle Affekte einander wert sind, so scheint die Selbsterhaltung, von der die Gestalt des Systems ohnehin beherrscht ist, auch die wahrscheinlichste Maxime des Handelns abzugeben.“

##### Adorno
Adorno moralphilosophisches Denken ist stark von der Schoah und den Schrecken des Nationalsozialismus geprägt. Eine Grundforderung lautet:
„Hitler hat den Menschen im Stande ihrer Unfreiheit einen neuen kategorischen Imperativ aufgezwungen: ihr Denken und Handeln so einzurichten, daß Auschwitz nicht sich wiederhole, nichts Ähnliches geschehe“ (GS 6:358).
An anderen Stellen fordert Adorno im Sinne von Maximen bei Kant, „daß keiner mehr hungern soll“ (GS 4:176) und „Es soll nicht gefoltert werden“ (GS 6:281)
Wie bereits in der Dialektik der Aufklärung kritisiert Adorno, dass Kant nur das individuelle Handeln im Blick hat, ohne auf die Probleme abzuheben, die sich aus den gesellschaftlichen Verhältnissen und Machtkonstellationen ergeben:
„Freiheit, die allein in der Einrichtung einer freien Gesellschaft aufginge, wird dort gesucht, wo die Einrichtung der bestehenden sie verweigert, beim je einzelnen, der ihrer bedürfte, aber sie, so wie er einmal ist, nicht garantiert. Reflexion auf die Gesellschaft unterbleibt im ethischen Personalismus ebenso wie die auf die Person selbst. Ist diese einmal vollkommen vom Allgemeinen losgerissen, so vermag sie auch kein Allgemeines zu konstituieren; es wird dann insgeheim von bestehenden Formen der Herrschaft bezogen […] Person als Absolutes, negiert die Allgemeinheit, die aus ihr herausgelesen werden soll, und schafft der Willkür ihren fadenscheinigen Rechtstitel […] Die Person ist der geschichtlich geknüpfte Knoten, der aus Freiheit zu lösen, nicht zu verewigen wäre; der alte Bann des Allgemeinen, im Besonderen verschanzt. Was an Moralischem aus ihr gefolgert wird, bleibt zufällig wie die unmittelbare Existenz. Anders als in Kants altertümlicher Rede von der Persönlichkeit wurde Person zur Tautologie für die, denen schon gar nichts mehr übrigbleibt als das begriffslose Diesda ihres Daseins. Die Transzendenz, welche manche Neo-Ontologien von der Person sich erhoffen, überhöht einzig ihr Bewußtsein. Es wäre aber nicht ohne jenes Allgemeine, das der Rekurs auf die Person als ethischen Grund ausschließen möchte." (GS 6:275)

#### Alltagsmoral und Intuitionismus
In jüngerer Zeit sind einige Konzepte der Alltagsmoral entwickelt worden, die als Quelle gut etablierter moralischer Erkenntnisse und Erfahrungen aufgefasst werden können. Dies sind insbesondere intuitionistische Konzepte, die über allgemeine Volksweisheiten hinausreichen, die eine praktische Orientierung zur ethischen Entscheidungsfindung geben, aber nicht ausreichend für eine Moralbegründung in Hinblick auf Vollständigkeit und Allgemeingültigkeit sind. Konzepte dieser Art versuchen der abstrakten Regel des kategorischen Imperativs eine materiell gehaltvolle Ethik entgegenzusetzen, berücksichtigen dabei allerdings zumeist nicht die von Kant in der Metaphysik der Sitten dargestellte praktische Ethik der Tugendpflichten.
Klassische Volksweisheiten beschreiben den „allgemeinen Menschenverstand“, wie ihn Kant bereits zu Beginn der GMS anspricht. Dies sind beispielsweise:
- Was, wenn jeder das machen würde? Diese Regel beschreibt das Prinzip der Verallgemeinerung (unbeteiligter Beobachter, Gewissen, Konsequenzen)
- Was Du nicht willst, das man dir tu, das füg auch keinem andern zu. Die Goldene Regel (Tobit 4,15) beruht auf dem Prinzip der Gegenseitigkeit.
- Du sollst deinen Nächsten lieben wie dich selbst. (3.Mose 19) Das christliche Liebesgebot fordert ein superergationistisches, nicht von Interessen geleitetes Handeln.
- Ehrlich währt am längsten / Wer einmal lügt, dem glaubt man nicht. Wahrhaftigkeit als Grundprinzip menschlichen Zusammenlebens.
- Jeder bekommt, was er verdient / Auge um Auge sind Prinzipien der Gerechtigkeit
- Quäle nie ein Tier zum Scherz, denn es fühlt wie Du den Schmerz berücksichtigt auch den Tierschutz.

Kants Kritik ist hier, das diese Prinzipien eine lose, nicht systematische Ableitung aus dem Grundsatz moralischer Erfordernisse hergeben. Ähnlich gilt dies auch für die im Auftrag des InterAction Council von Hans Küng ausgearbeitete und den Vereinten Nationen 1997 vorgelegte, aber nicht verabschiedete Allgemeine Erklärung der Menschenpflichten.

##### William David Ross
Ein Klassiker der intuitionistischen Ethik ist William David Ross. Er betont die historisch gewachsene moralische Praxis:
„Die Gesamtheit der moralischen Überzeugungen der Besten ist das kumulative Ergebnis der Reflexion vieler Generationen, die ein außerordentlich feines Gespür für moralische Unterscheidungen entwickelt hat; und der Theoretiker kann sich nicht erlauben, diese anders als mit größtem Respekt zu behandeln“
Aus diesem Gedanken heraus entwickelt Ross einen Katalog von Pflichten, die für ihn selbst-evident und deshalb wahrheitsfähige Maßstäbe sind:
1. Pflichten, die auf einer vorgängigen, von einem selbst ausgeführten Handlung beruhen:
a) Vertrags- und Versprechenstreue
b) Wahrhaftigkeitspflicht
c) Wiedergutmachungspflicht
2. Pflichten, die auf einer vorgängigen, von jemand anderem ausgeführten Handlung beruhen:
d) Dankbarkeitspflichten
3. Pflicht der (distributiven) Gerechtigkeit (= distribution of pleasure and happiness in accordance with merit)
4. Pflichten des Wohlwollens und der Wohltätigkeit (dies sind die Maximierungspflichten der Utilitaristen, die aber nun im System Einschränkung durch die anderen Pflichten erfahren)
5. die Pflicht der Selbstvervollkommnung
6. die Pflicht, anderen nicht zu schaden

##### Bernard Gert
Für Bernard Gert treten moralische Probleme nicht immer in Form großer sozialer Kontroversen auf, sondern moralischen Entscheidungen werden oft still und im Rahmen alltäglicher Aktivitäten und Dilemmata getroffen. Solche kleineren Entscheidungen werden auf einer moralischen Grundlage gefällt, über die nur wenige überhaupt nachdenken, die aber unser gesamtes Handeln leitet. Traditionelle Theorien der Moral wie der Utilitarismus, aber auch der Kantianismus sind für Gert inadäquat. Alltagsmoral hingegen ist hilfreich, weil sie oft in der Lage ist, zwischen akzeptablen und inakzeptablen Antworten auf moralische Probleme zu unterscheiden. Gert hat aus diesen Gedanken zehn allgemeinen Moralregeln aufgestellt, die nach seiner Auffassung allgemeingültig sind. Leitidee ist dabei der Vorrang des Übels, das vermieden werden soll, vor der Vorstellung des guten Handelns. Moralisch handeln sollte man nach Gert, weil man dadurch verhindert, dass jemandem ein Leid geschieht. Die Regeln lauten:
1. Du sollst nicht töten
2. Du sollst keine Schmerzen verursachen
3. Du sollst nicht unfähig machen
4. Du sollst nicht Freiheit oder Chancen entziehen
5. Du sollst nicht Lust entziehen
6. Du sollst nicht täuschen
7. Du sollst deine Versprechen halten
8. Du sollst nicht betrügen
9. Du sollst dem Gesetz gehorchen
10. Du sollst deine Pflicht tun
Diese Regeln stehen für eine Minimalmoral, die jeder rational und öffentlich befürworten kann, so dass die Unparteilichkeit der Regeln gewährleistet ist. Man findet sie nach Gert in allen Kulturen und sie können intuitiv erfasst und diskursiv überprüft werden. (Sie ähneln z. B. den Noachidische Geboten.)

##### Medizinethik
Die Medizinethiker Tom L. Beauchamp und James F. Childress haben vier Grundsatzprinzipien des ärztlichen Handelns aufgestellt, die in der Medizinethik beachtet werden sollen und auch weit verbreitet sind.
- Selbstbestimmungsrecht des Patienten (respect for autonomy)
- Prinzip der Schadensvermeidung (non-maleficence)
- Patientenwohl (beneficence)
- Soziale Gerechtigkeit (justice)

Dabei wird die Grundidee verfolgt, dass der Patient eine autonome, selbstbestimmte Person ist. die das Recht hat, selbst zu entscheiden, was mit ihm geschieht.

##### Empirische Ethik
Der Anthropologe Oliver Scott Curry von der Universität Oxford hat am Institut für Kognitive und Evolutionäre Anthropologie eine Theorie der „Moral als Kooperation“ mit Methoden der empirischen Moralforschung entwickelt. Hierzu hat er zunächst die Moralkodizes von 60 Gesellschaften manuell analysiert. In einer Erweiterung der Studie hat er mit seinem Team insgesamt 256 solcher Kodizes weltweit erfasst und maschinell ausgewertet. Die dabei erarbeitete Grundthese lautet: Moral hat sich in menschlichen Kulturen entwickelt, um das Zusammenleben und die Kooperation untereinander zu fördern. Als Ergebnis seiner Studien präsentiert Curry sieben Grundwerte:
1. Unterstützung der Familie (Family Values)
2. Unterstützung der eigenen (sozialen) Gruppe (Group Loyalty)
3. Gegenseitigkeit (Reciprocity)
4. Mut (Heroism)
5. Respekt vor Vorgesetzten (humility, respect, defer and submit to our superiors)
6. Ressourcen gerecht verteilen (Fairness)
7. Eigentum/Besitz anderer respektieren (Property Rights)
Diese Grundwerte fand das Team um Curry in nahezu allen untersuchten Kulturen. Sie wurden von den Anthropologen weitgehend gleich verteilt in allen Kulturen beobachtet.
Ein ähnliches Konzept entwickelte Shalom H. Schwartz mit seiner Theorie allgemeiner menschlicher Werte, die er anhand des „Schwartz Value Survey“ und des “Portrait Values Questionnaire“ empirisch überprüfte. Im Ergebnis identifiziert Schwartz zehn grundlegende persönliche Werte, die kulturübergreifend anerkannt sind.

## Ausgaben
- Akademie-Textausgabe, Bd. 4: Kritik der reinen Vernunft (1. Aufl. 1781); Prolegomena; Grundlegung zur Metaphysik der Sitten; Metaphysische Anfangsgründe der Naturwissenschaften, de Gruyter, Berlin 1978[206]
- Grundlegung zur Metaphysik der Sitten. Mit einer Einleitung, Sachanmerkungen, Personen- und Sachregister sowie einer aktualisierten Bibliographie neu herausgegeben von Bernd Kraft und Dieter Schönecker. Meiner, Hamburg 1999, ISBN 978-3-7873-1443-0
- Grundlegung zur Metaphysik der Sitten. Hrsg., eingel. und erl. von Jens Timmermann. Vandenhoeck & Ruprecht, Göttingen 2004, ISBN 3-525-30602-4.
- Grundlegung zur Metaphysik der Sitten. Kommentar von Christoph Horn, Corinna Mieth und Nico Scarano. Suhrkamp, Frankfurt am Main 2007, ISBN 978-3-518-27002-8.